# Liste der Biografien/Fla
Liste der Biografien |
Portal Biografien |
Personensuche
# |
A |
B |
C |
D |
E |
F |
G |
H |
I |
J |
K |
L |
M |
N |
O |
P |
Q |
R |
S |
T |
U |
V |
W |
X |
Y |
Z |
?
 
Fa |
Fe |
Ff |
Fh |
Fi |
Fj |
Fk |
Fl |
Fm |
Fn |
Fo |
Fr |
Ft |
Fu |
Fy
 
Fla |
Fle |
Fli |
Flj |
Flo |
Flu |
Fly
Die Liste der Biografien führt alle Personen auf, die in der deutschsprachigen Wikipedia einen Artikel haben. Dieses ist eine Teilliste mit 642 Einträgen von Personen, deren Namen mit den Buchstaben „Fla“ beginnt.

## Fla

### Flaa
- Flaake, Jerome (* 1990), deutscher Eishockeyspieler
- Flaake, Karin (* 1944), deutsche Soziologin und Hochschullehrerin

### Flab
- Flabanico, Domenico († 1043), Doge von Venedig (1031/1032–1043)
- Flabb, Florian (* 1992), deutscher Basketballspieler

### Flac
- Flaccilla, Aelia († 386), römische Kaiserin
- Flaccinius Marcellus, Marcus, römischer Offizier (Kaiserzeit)
- Flaccitheus, König der Rugier
- Flacco, Joe (* 1985), US-amerikanischer FootballspielerJoe Flacco (* 1985)

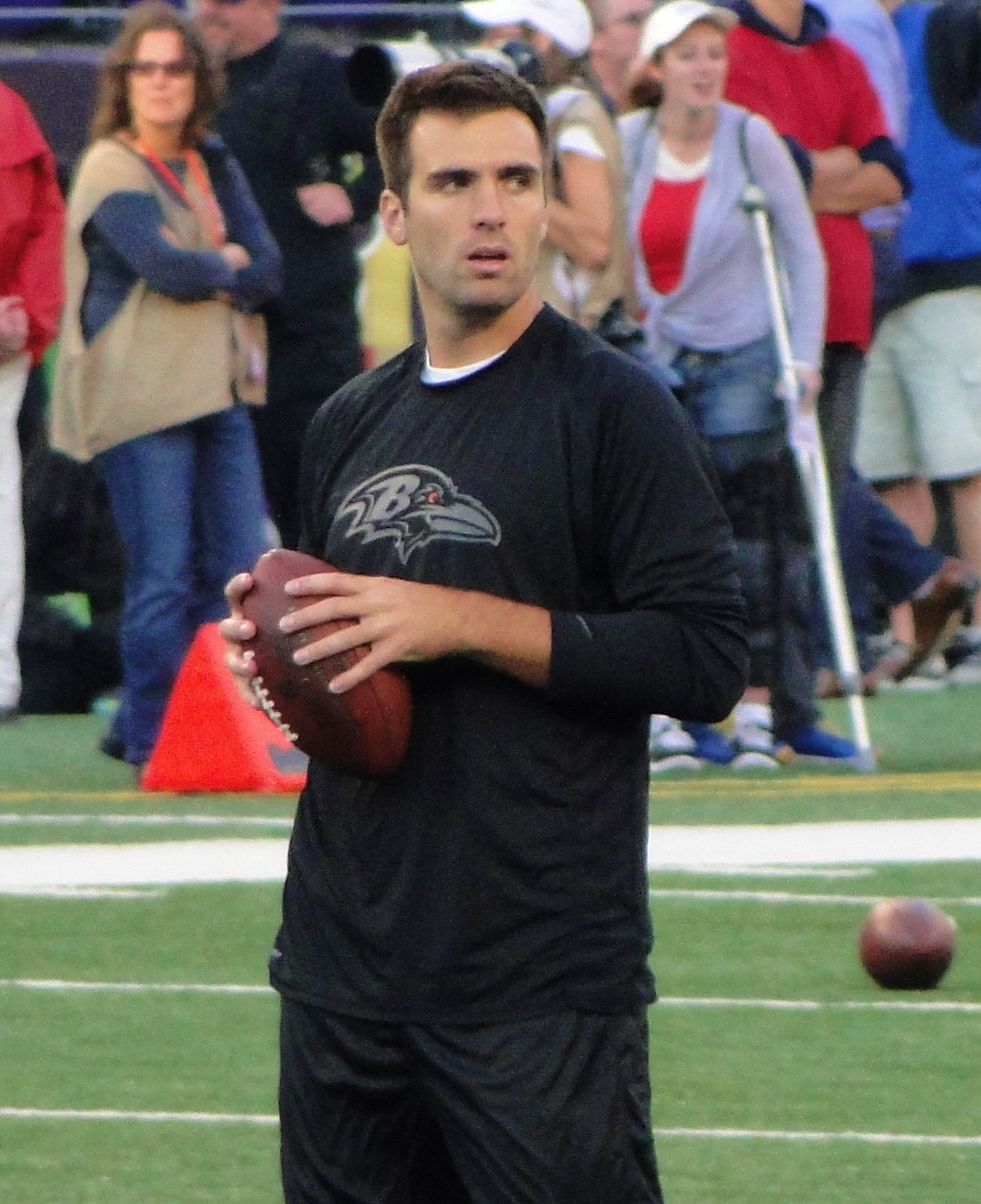
Joe Flacco (* 1985)

- Flaccomio, Giovanni Pietro († 1617), italienischer Kapellmeister und Komponist
- Flaccus, Adalbert (1880–1955), deutscher Eisenhüttenmann und Manager der deutschen Stahlindustrie
- Flaccus, Aulus Avillius († 39), Präfekt von Ägypten
- Flaccus, Gaius Nonius, römischer Offizier (Kaiserzeit)
- Flach von Schwarzenberg, Philipp († 1594), Großprior des deutschen Johanniterordens
- Flach, Andreas (1921–2006), deutscher Kinderchirurg
- Flach, Auguste (1891–1972), österreichische Psychologin
- Flach, Beat (* 1965), Schweizer Politiker (GLP)Beat Flach (* 1965)

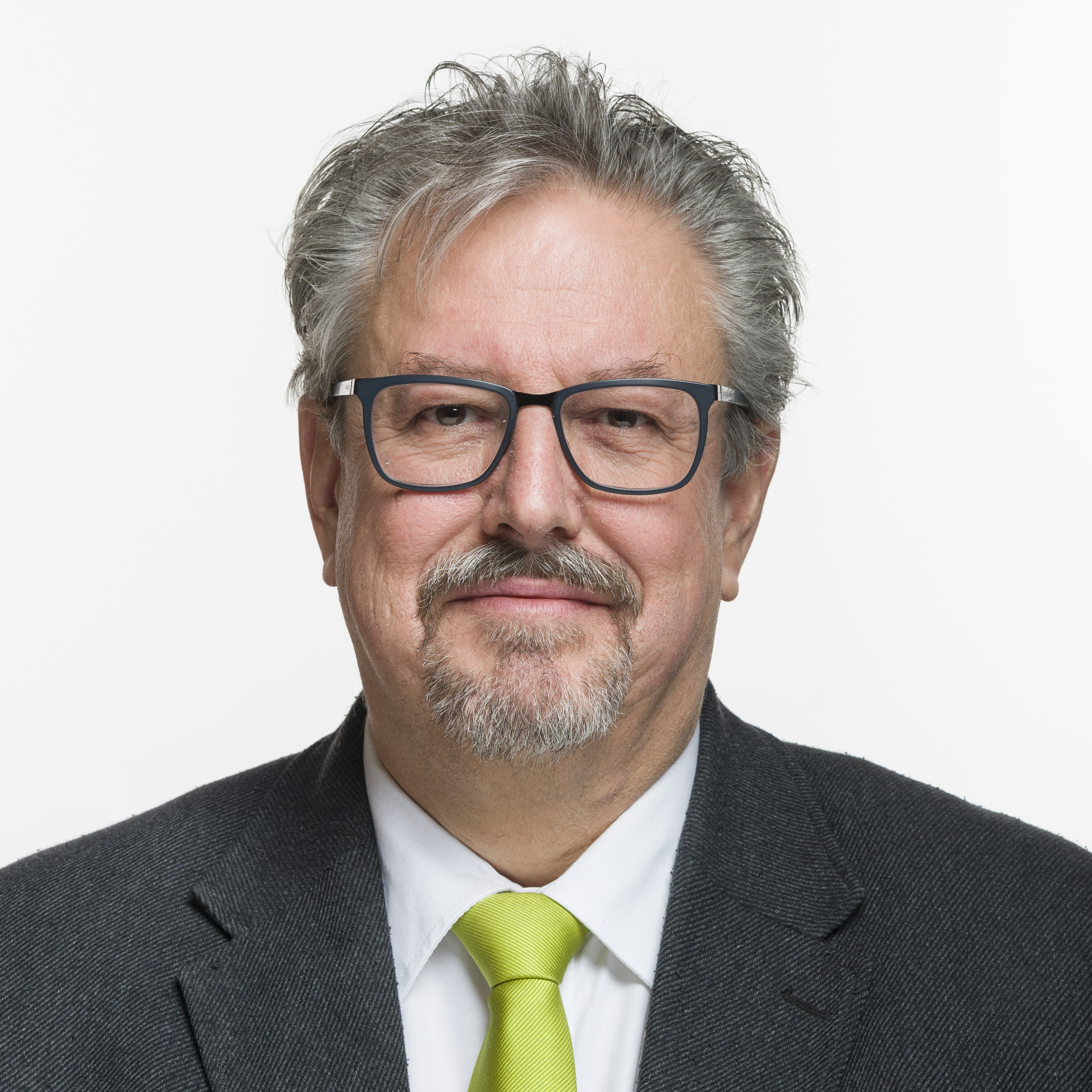
Beat Flach (* 1965)

- Flach, Christoph (1789–1861), deutscher Jurist, nassauischer Richter und Präsident des Oberappellationsgerichtes Wiesbaden
- Flach, Clemens (1893–1956), deutscher Politiker (Wirtschaftspartei), MdL
- Flach, Dieter (* 1939), deutscher Althistoriker
- Flach, Doug (* 1970), US-amerikanischer Tennisspieler
- Flach, Émile (1853–1926), französischer Jurist und monegassischer Staatsminister
- Flach, Georg († 1564), Bischof der römisch-katholischen Kirche
- Flach, Geraldo (1945–2011), brasilianischer Pianist, Komponist und Arrangeur
- Flach, Gottfried (1904–1979), deutscher Ingenieur und Politiker (NSDAP)
- Flach, Günter (1932–2020), deutscher Physiker
- Flach, Hannes Maria (1901–1936), deutscher Fotograf
- Flach, Hans (1845–1895), deutscher klassischer Philologe
- Flach, Hans (* 1877), deutscher Ministerialbeamter
- Flach, Igor (1966–2008), deutscher Musiker und Bluesharp-Spieler
- Flach, Jacinto Inácio (* 1952), brasilianischer Geistlicher, römisch-katholischer Bischof von Criciúma
- Flach, Jacob (1537–1611), deutscher Mathematiker, Mediziner und Botaniker
- Flach, Jakob (1894–1982), Schweizer Schriftsteller, Puppenspieler und Maler
- Flach, Karl (1821–1866), deutschstämmiger Ingenieur in Chile
- Flach, Karl (1856–1920), deutscher Arzt und Entomologe
- Flach, Karl (1905–1997), deutscher Unternehmer
- Flach, Karl-Hermann (1929–1973), deutscher Journalist, Essayist und Politiker (FDP), MdBKarl-Hermann Flach (1929–1973)

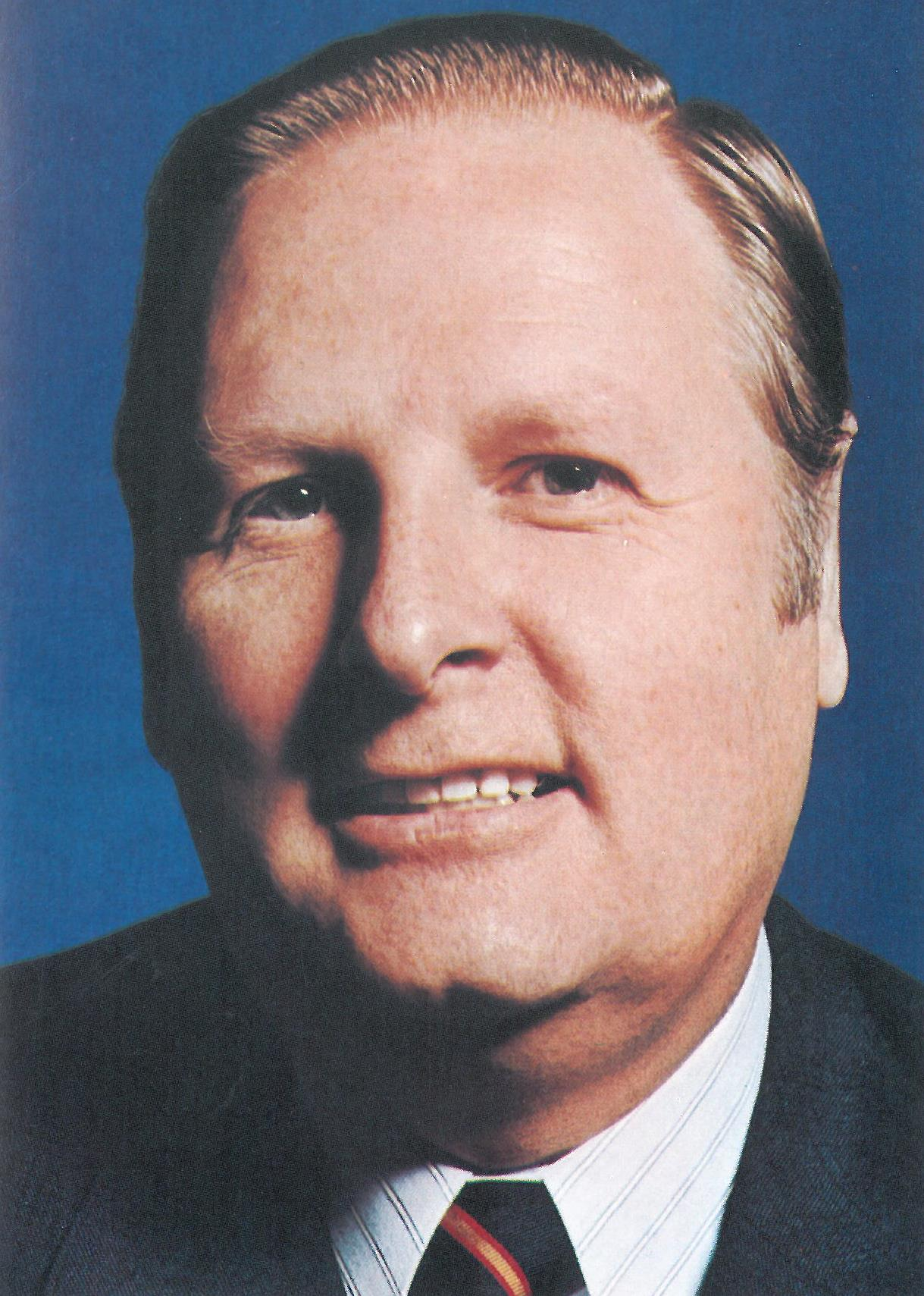
Karl-Hermann Flach (1929–1973)

- Flach, Kaspar (1772–1868), Unternehmer, letzter Ortsrichter von Penzing
- Flach, Ken (1963–2018), US-amerikanischer Tennisspieler
- Flach, Leon (* 2001), deutsch-amerikanischer Fußballspieler
- Flach, Marget (* 1987), deutsche Synchronsprecherin und Schauspielerin
- Flach, Martin, Schweizer Drucker
- Flach, Martin der Ältere († 1500), Straßburger Drucker
- Flach, Matthias (* 1963), deutscher Mathematiker
- Flach, Matthias (* 1982), deutscher Ruderer
- Flach, Paula (* 2003), deutsche Fußballspielerin
- Flach, Roland (* 1944), deutscher Manager, Vorstandsvorsitzender der WCM AG, Klöckner Werke AG und KHS AG
- Flach, Rudolf (1884–1969), deutscher Jurist
- Flach, Thomas (* 1956), deutscher Segelsportler
- Flach, Ulrike (* 1951), deutsche Politikerin (FDP), MdB
- Flach, Werner (1930–2023), deutscher Philosoph
- Flach, Werner (1936–2023), deutscher Politiker (CDU)
- Flach, Willy (1903–1958), deutscher Archivar und Historiker
- Flach, Winfried (* 1933), deutscher Maler und Bildhauer
- Flach-Wilken, Bernd (* 1952), deutscher Amateurastronom
- Flachat, Eugène (1802–1873), französischer Eisenbahn-Ingenieur
- Flachbart, Jan (* 1978), tschechischer Fußballspieler
- Flachberger, Fritz (1912–1992), österreichischer Hochspringer
- Flachberger, Fritz (1948–2014), österreichisch-namibischer Rallyefahrer und Rancher
- Flache, Paul (* 1982), deutscher Eishockeyspieler
- Flache, Peter (* 1969), deutscher Kabarettist, Schauspieler und Autor
- Flache, Peter (* 1982), deutsch-kanadischer Eishockeyspieler und -trainer
- Flachenecker, Ferdinand Wolfgang (* 1792), deutscher Maler und Lithograf
- Flachenecker, Gustav (1940–2021), deutscher Fußballspieler
- Flachenecker, Helmut (* 1958), deutscher Historiker
- Flacher, Raymond (1903–1969), französischer Florettfechter
- Flachi, Francesco (* 1975), italienischer Fußballspieler
- Flachmeyer, Johannes (* 1980), deutscher Schauspieler
- Flachot, Reine (1922–1998), französische Cellistin
- Flachsbart, Otto (1898–1957), deutscher Ingenieur und Baubeamter, Hochschullehrer und Rektor an der Technischen Hochschule Hannover (1947–1950)
- Flachsbarth, Maria (* 1963), deutsche Politikerin (CDU), MdBMaria Flachsbarth (* 1963)

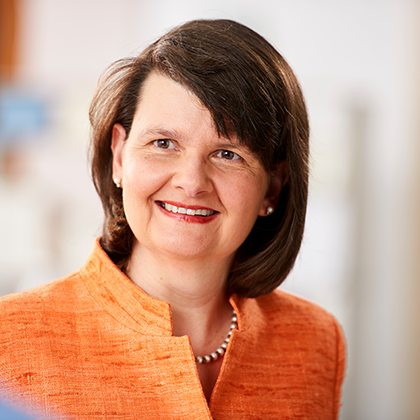
Maria Flachsbarth (* 1963)

- Flachsenberg, Walter (1908–1994), deutscher Marineoffizier, zuletzt Flottillenadmiral der Bundesmarine
- Flächsenhaar, René (* 1981), deutscher Bassist und Synth-Bass-Spieler
- Flachsland, Christian (* 1980), deutscher Sozialwissenschaftler
- Flachsland, Ernestine Rosine (* 1742), deutsche Mätresse von Ludwig IX. von Hessen-Darmstadt
- Flachslanden, Hans von (1412–1476), Bürgermeister von Basel (1454–1463)
- Flachslanden, Johann Baptist von (1739–1822), Ordensritter der Malteser und kurbayerischer Politiker
- Flachsmann, Isabelle (* 1973), Schweizer Schauspielerin, Sängerin, Autorin und Regisseurin
- Flachsmann, Jean-Paul (1936–2001), Schweizer Politiker (LdU, SVP)
- Flächsner, Hans (* 1896), deutscher Jurist
- Flacius, Matthias (1520–1575), lutherischer Theologe
- Flacius, Matthias der Jüngere (1547–1593), deutscher Mediziner, Philosoph und Professor an der Universität Rostock
- Flack, Audrey (1931–2024), US-amerikanische Photorealistin und Bildhauerin
- Flack, Caroline (1979–2020), britische Fernsehmoderatorin
- Flack, Edwin (1873–1935), australischer Mittelstreckenläufer, Tennisspieler und Olympiasieger
- Flack, Howard (1943–2017), britischer Chemiker und Kristallograph
- Flack, Hugh (1903–1986), nordirischer Fußballspieler
- Flack, Layne (1969–2021), US-amerikanischer Pokerspieler
- Flack, Lotte (* 1994), deutsch-britische Schauspielerin
- Flack, Martin (1882–1931), englischer Physiologe
- Flack, Roberta (1937–2025), amerikanische Soulsängerin, Pianistin und SongschreiberinRoberta Flack (1937–2025)

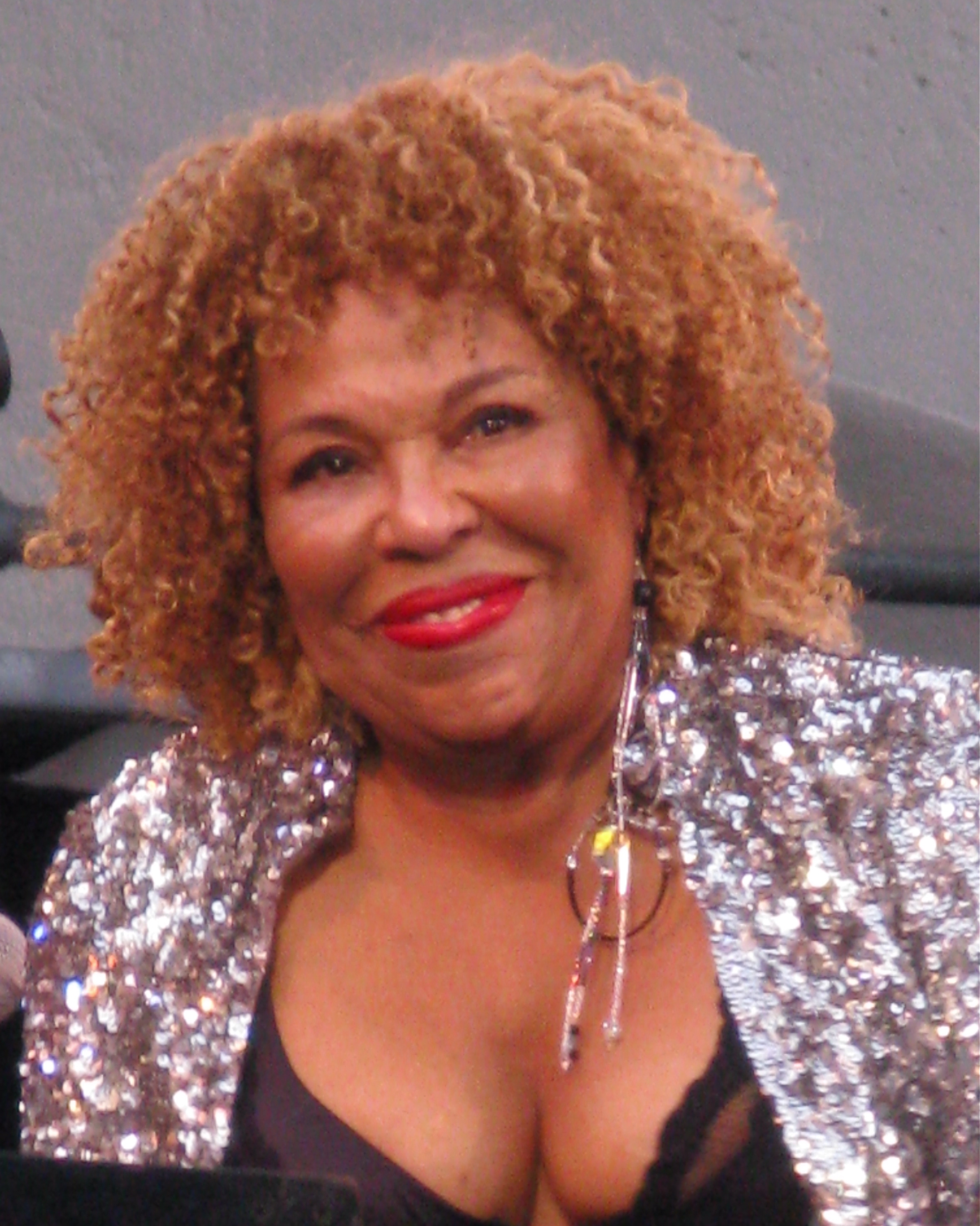
Roberta Flack (1937–2025)

- Flack, Sarah, US-amerikanische Filmeditorin
- Flack, William H. (1861–1907), US-amerikanischer Politiker
- Flacke, Heinz (* 1943), deutscher Handballspieler
- Flacke, Iris (* 1977), deutsche Fußballspielerin
- Flacke, Ursula (* 1949), deutsche Autorin und Kabarettistin
- Flacker, Karl Sebastian (1679–1746), Bildhauer des Barock
- Flackton, William (1709–1798), englischer Komponist, Musiker und Verleger
- Flackus, Jochen (* 1955), deutscher Politiker (SPD, Die Linke, BSW), MdL
- Flacourt, Étienne de (1607–1660), französischer Naturforscher, Historiker und Geograf
- Flaction, Georges-Adolphe (1819–1869), Schweizer Politiker

### Flad
- Flad, Alois (1812–1890), deutscher Maler, Zeichner, Radierer, Aquarellist und Lithograph
- Flad, Egon (* 1964), deutscher Fußballspieler
- Flad, Friedrich (1869–1947), Reichsgerichtsrat
- Flad, Friedrich von (1770–1846), bayerischer Offizier, zuletzt Generalmajor und Militärjurist
- Flad, Georg (1853–1913), deutscher Landschaftsmaler der Düsseldorfer Schule
- Flad, Johann Martin (1831–1915), deutscher Afrika-Missionar
- Flad, Luc (1935–2012), niederländischer Fußballspieler
- Flad, Philipp (1800–1869), badischer Beamter
- Flad, Wolfgang (* 1974), deutscher Bildhauer
- Fladberg, Rasmus (* 1992), dänischer Badmintonspieler
- Fladberg, Steen (* 1956), dänischer Badmintonspieler
- Fladby, Helge (1894–1971), norwegischer Radrennfahrer
- Flade, Andreas (* 1950), deutscher Pastor in Mecklenburg
- Flade, Dietrich (1534–1589), deutscher Jurist und Rektor der Universität Trier
- Flade, Dominik (* 1992), deutscher Schauspieler
- Flade, Florian, deutscher Investigativjournalist
- Flade, Friedrich Oswald (1831–1881), deutscher Lehrer und Autor
- Flade, Helmut (1928–2003), deutscher Holzgestalter und Designer
- Flade, Hermann (1932–1980), deutscher Widerstandskämpfer gegen die SED-Diktatur in der DDR
- Flade, Johannes Erich (1926–2011), deutscher Hippologe, Buchautor und Publizist
- Flade, Klaus-Dietrich (* 1952), deutscher AstronautKlaus-Dietrich Flade (* 1952)

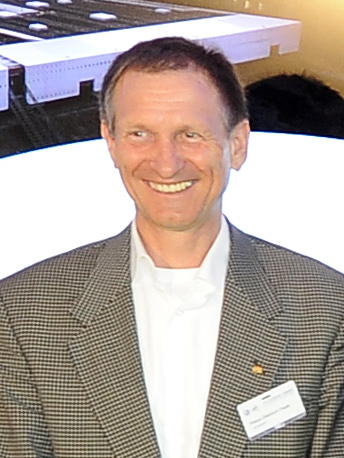
Klaus-Dietrich Flade (* 1952)

- Flade, Martin (* 1958), deutscher Landschaftsplaner
- Flade, Michael (* 1975), deutscher Komponist
- Flade, Roland (* 1951), deutscher Historiker, Autor und Journalist
- Fladenstein, Johann (1558–1618), deutscher Jurist
- Flader, Axel (* 1967), deutscher Politiker (CDU)
- Flader, Dieter (* 1944), deutscher Kommunikationswissenschaftler
- Fladerer, Herbert (1913–1981), österreichischer Maler und Grafiker
- Fladerer, Kerstin (* 1986), österreichische Politikerin (ÖVP), Abgeordnete zum Nationalrat
- Fladerer, Ludwig (* 1961), österreichischer Autor und Klassischer Philologe
- Fladerer, Walter (1940–2024), deutscher Fußballspieler
- Fladmoe, Arvid (1915–1993), norwegischer Geiger, Dirigent und Musikpädagoge
- Fladset, Karen (* 1944), norwegische Leichtathletin, Handballspielerin und -trainerin
- Fladt, Hartmut (* 1945), deutscher Komponist und Musikwissenschaftler
- Fladt, Kuno (1889–1977), deutscher Mathematiker und Mathematikdidaktiker
- Fladt, Wilhelm (1876–1941), deutscher Autor
- Fladung, Irene von (1879–1965), österreichische Opernsängerin (Sopran)
- Fladung, Johann (1898–1982), deutscher KPD-Funktionär, Kulturpolitiker, Verleger und Publizist

### Flae
- Flæng, Kamma (* 1976), dänische Fußballspielerin
- Flæng, Søren (* 1985), dänischer Basketballspieler

### Flag
- Flagar, Štěpán (* 1995), tschechischer Jazzmusiker (Saxophone, Komposition)
- Flagello, Ezio (1931–2009), US-amerikanischer Opernsänger (Bass)
- Flagello, Nicolas (1928–1994), US-amerikanischer Komponist
- Flaget, Benedict Joseph (1763–1850), französischer Ordensgeistlicher und römisch-katholischer Bischof von Bardstown bzw. Louisville
- Flagg, Azariah C. (1790–1873), US-amerikanischer Zeitungsredakteur und Politiker
- Flagg, Bill (* 1934), US-amerikanischer Country-, Bluegrass und Rockabilly-Musiker
- Flagg, Cooper (* 2006), US-amerikanischer BasketballspielerCooper Flagg (* 2006)

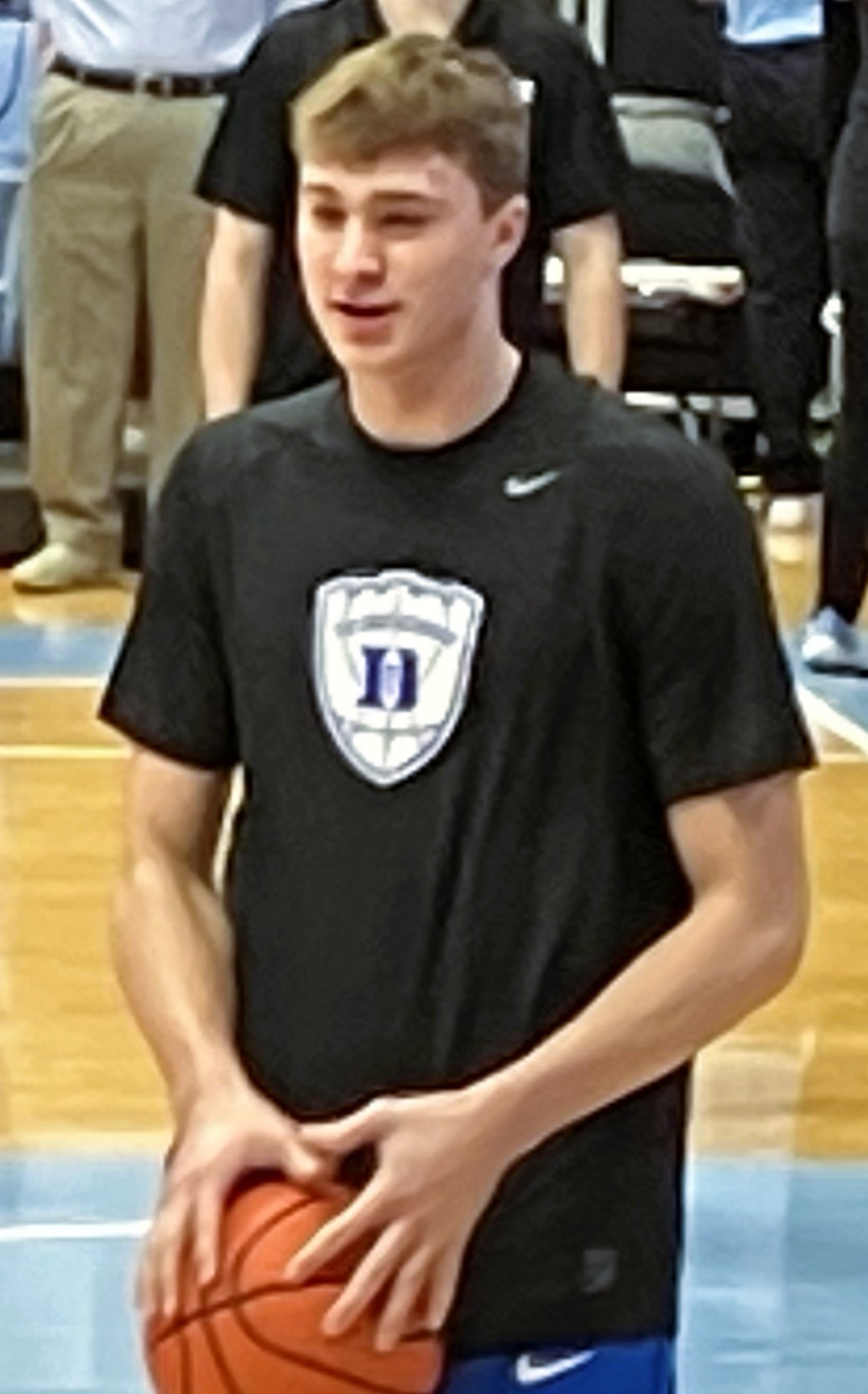
Cooper Flagg (* 2006)

- Flagg, Ernest (1857–1947), US-amerikanischer Architekt des Beaux-Arts-Stils
- Flagg, Fannie (* 1944), US-amerikanische Autorin und Schauspielerin
- Flagg, James Montgomery (1877–1960), US-amerikanischer Zeichner und Illustrator
- Flagge, Ingeborg (1942–2024), deutsche Architekturkritikerin und -publizistin
- Flagge, Otto (* 1938), deutscher Architekt und Stadtplaner
- Flagler, Henry Morrison (1830–1913), US-amerikanischer UnternehmerHenry Morrison Flagler (1830–1913)

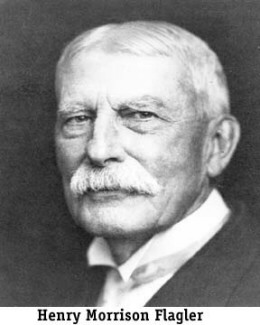
Henry Morrison Flagler (1830–1913)

- Flagler, Randy (* 1968), US-amerikanischer Schauspieler
- Flagler, Thomas T. (1811–1897), US-amerikanischer Politiker
- Flagothier, Nicole (* 1966), belgische Judoka
- Flagstad, Kirsten (1895–1962), norwegische Sängerin (hochdramatischer Sopran)
- Flagstad, Mikkel (1930–2005), norwegischer Jazzsaxophonist und -klarinettist

### Flah
- Flahault, Charles (1852–1935), französischer Botaniker und einer der Begründer der Pflanzensoziologie
- Flahault, Pierre (1921–2016), französischer Autorennfahrer
- Flahaut de La Billarderie, Charles Claude (1730–1809), französischer Militär, Politiker, Direktor der königlichen Baudirektion unter Ludwig XVI.
- Flahaut, André (* 1955), belgischer Politiker und ehemaliger Verteidigungsminister
- Flahaut, Charles-Joseph de (1785–1870), französischer General und Politiker
- Flahaut, Denis (* 1978), französischer Radrennfahrer
- Flahaut, Jean (1922–2015), französischer Pharmakologe und Hochschullehrer
- Flahavan, Aaron (1975–2001), englischer Fußballtorhüter
- Flaherty, Charles (* 2000), puerto-ricanischer Skirennläufer
- Flaherty, Daniel (* 1993), US-amerikanischer Schauspieler
- Flaherty, Frances H. (1883–1972), US-amerikanische Drehbuchautorin, Schriftstellerin und Dokumentarfilmerin
- Flaherty, Francis X. (* 1947), US-amerikanischer Politiker und Jurist
- Flaherty, Gilly (* 1991), englische Fußballspielerin
- Flaherty, Jim (1949–2014), kanadischer Politiker
- Flaherty, Joe (1941–2024), US-amerikanischer Komiker und Filmschauspieler
- Flaherty, Joe, irischer Politiker (Fianna Fáil)
- Flaherty, Lanny (1942–2024), US-amerikanischer Schauspieler
- Flaherty, Lawrence J. (1878–1926), US-amerikanischer Politiker
- Flaherty, Mary (* 1953), irische Politikerin
- Flaherty, Pat (1926–2002), US-amerikanischer Automobilrennfahrer
- Flaherty, Paul (* 1948), US-amerikanischer Jazzmusiker und Komponist
- Flaherty, Paul (1964–2006), US-amerikanischer Informatiker und Elektroingenieur
- Flaherty, Peter F. (1924–2005), US-amerikanischer Jurist und demokratischer Politiker
- Flaherty, Ray (1903–1994), US-amerikanischer American-Football-Spieler und -Trainer
- Flaherty, Robert J. (1884–1951), US-amerikanischer Filmregisseur und Dokumentarfilmer
- Flaherty, Stephen (* 1960), US-amerikanischer Musical-Komponist
- Flaherty, Thomas A. (1898–1965), US-amerikanischer Politiker
- Flaherty, Wade (* 1968), kanadischer Eishockeytorhüter und -trainer
- Flaherty, William (* 2004), puerto-ricanischer Skirennläufer
- Flahiff, George Bernard (1905–1989), kanadischer Geistlicher, Erzbischof von Winnipeg und Kardinal der römisch-katholischen Kirche

### Flai
- Flaiano, Ennio (1910–1972), italienischer Schriftsteller
- Flaig, Egon (* 1949), deutscher Althistoriker und Hochschullehrer
- Flaig, Ernst (* 1929), deutscher Fußballspieler
- Flaig, Gebhard (* 1952), deutscher Wirtschaftswissenschaftler
- Flaig, Heiner (1928–2019), deutscher Schriftsteller
- Flaig, Markus (* 1971), deutscher Sänger der Stimmlage Bassbariton
- Flaig, Waldemar (1892–1932), deutscher Maler
- Flaig, Walther (1893–1972), deutsch-österreichischer Alpenpublizist
- Flaim, Eric (* 1967), US-amerikanischer Eisschnellläufer und Shorttracker
- Flair, Charlotte (* 1986), US-amerikanische WrestlerinCharlotte Flair (* 1986)

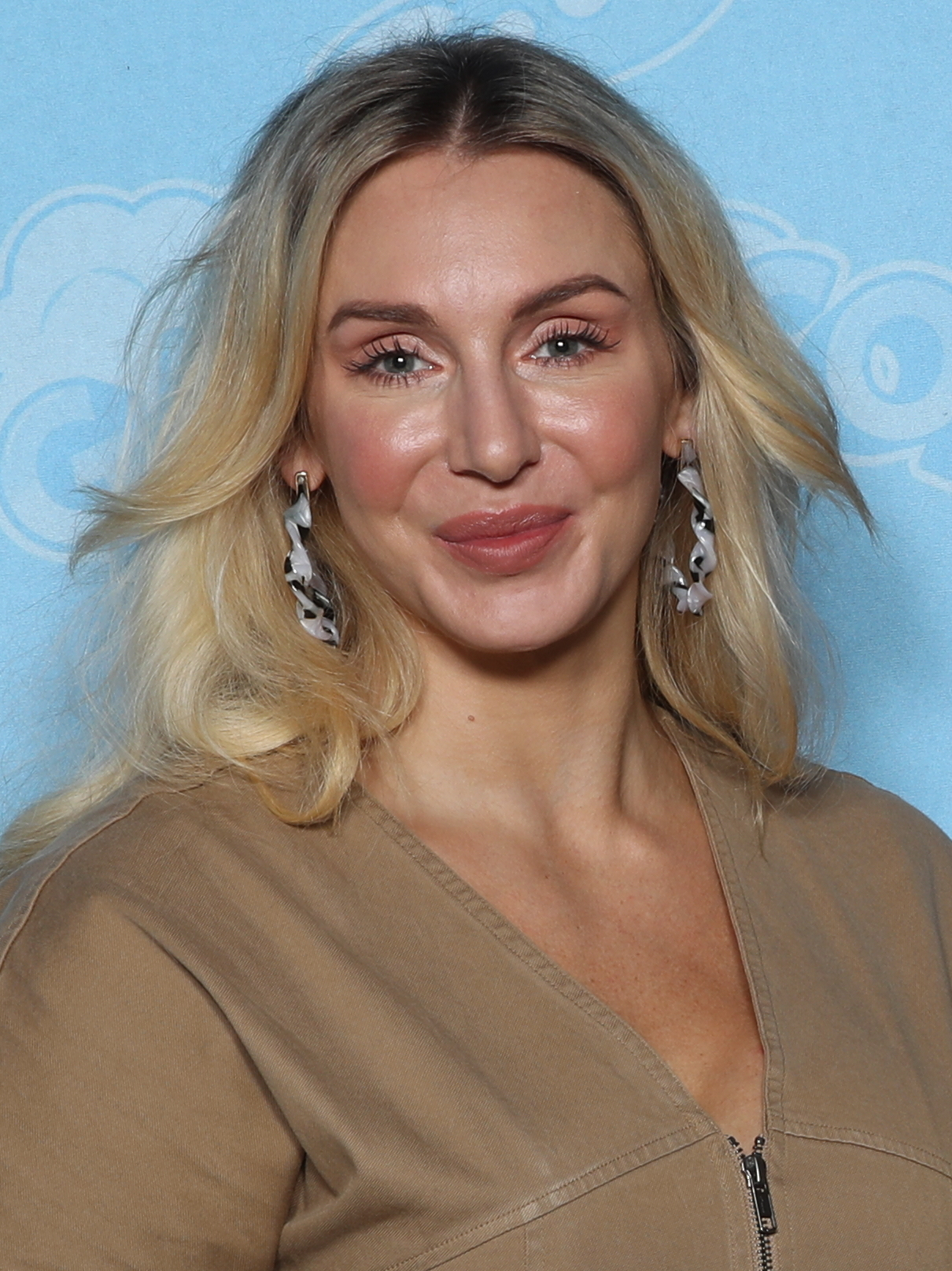
Charlotte Flair (* 1986)

- Flair, David (* 1979), US-amerikanischer Wrestler
- Flair, Ric (* 1949), US-amerikanischer Wrestler
- Flaischlen, Cäsar (1864–1920), deutscher Lyriker und Mundartdichter
- Flaissières, Siméon (1851–1931), französischer Politiker
- Flaithem Mac Mael Gaimrid († 1058), irischer Poet

### Flaj
- Flajolet, Philippe (1948–2011), französischer Mathematiker und Informatiker
- Flajoulot, Charles-Antoine (1774–1840), französischer Maler
- Flajs, Gerd (* 1942), österreichischer Paläontologe

### Flak
- Flak, Edward (1948–2020), polnischer Politiker, Mitglied des Sejm
- Flake, Alan W., Kinderchirurg am Children’s Hospital of Philadelphia
- Flake, Floyd H. (* 1945), US-amerikanischer Politiker
- Flake, Gisa (* 1985), deutsche Schauspielerin, Kabarettistin, Sängerin, Synchron- und HörspielsprecherinGisa Flake (* 1985)

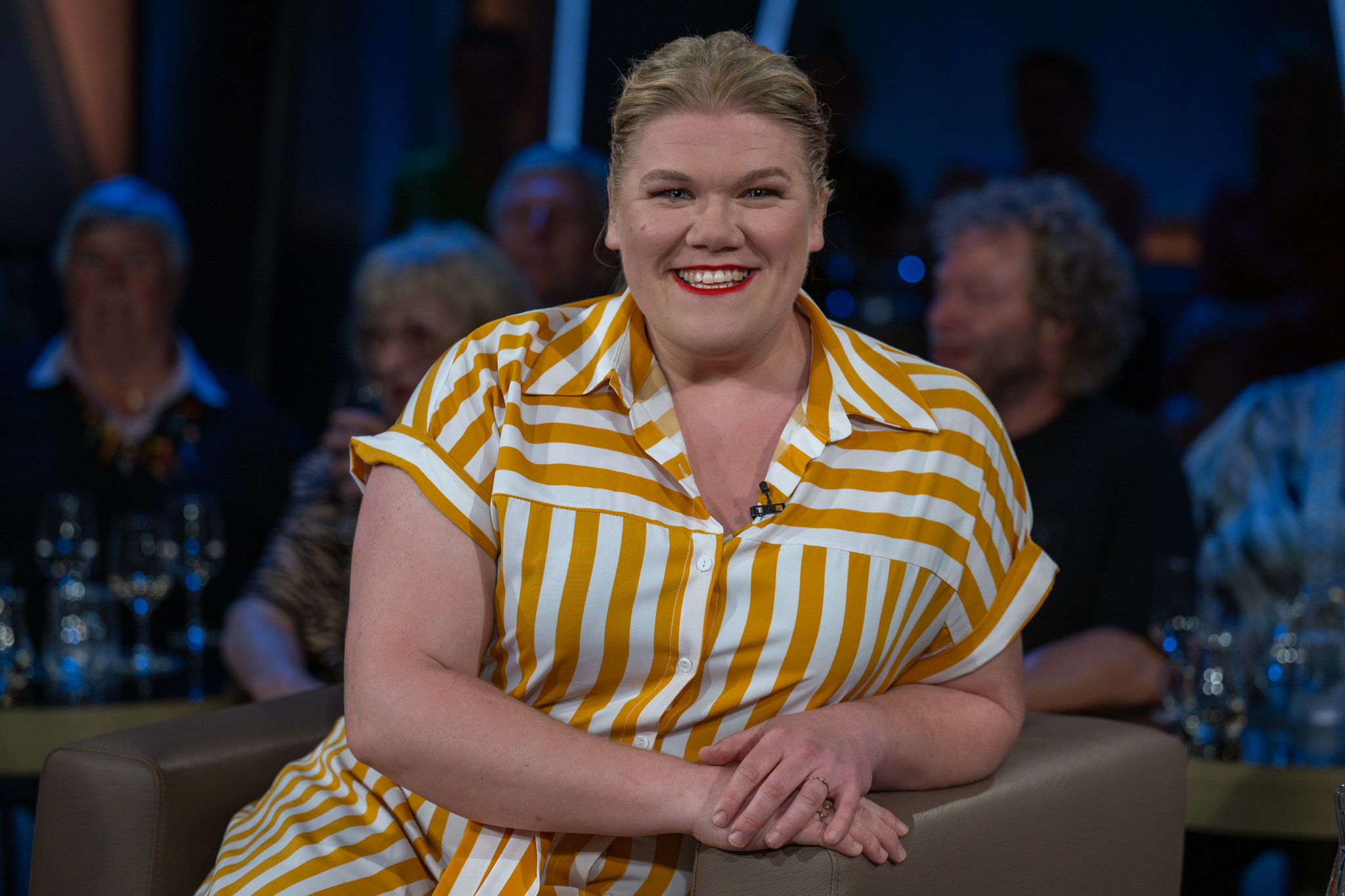
Gisa Flake (* 1985)

- Flake, Jeff (* 1962), amerikanischer Politiker der Republikanischen Partei
- Flake, Minna (1886–1958), deutsche Ärztin und Sozialistin
- Flake, Otto (1880–1963), deutscher Schriftsteller
- Flakemore, Campbell (* 1992), australischer Radrennfahrer
- Flaker, Aleksandar (1924–2010), jugoslawischer bzw. kroatischer Literaturwissenschaftler
- Flakowicz, Wanda (1917–2002), polnische Kugelstoßerin
- Flakowski, Alfred (1872–1942), deutscher Kaufmann
- Flakus Bosilj, David (* 2002), slowenischer Fußballspieler

### Flam
- Flam, Cosmus (* 1899), deutscher Schriftsteller
- Flam, Helena (* 1951), schwedische Soziologin
- Flam, Herbert (1928–1980), US-amerikanischer Tennisspieler
- Flaman, Eugène (1842–1935), französischer Eisenbahningenieur
- Flaman, Fernie (1927–2012), kanadischer Eishockeyspieler
- Flamand, Didier (* 1947), französischer SchauspielerDidier Flamand (* 1947)

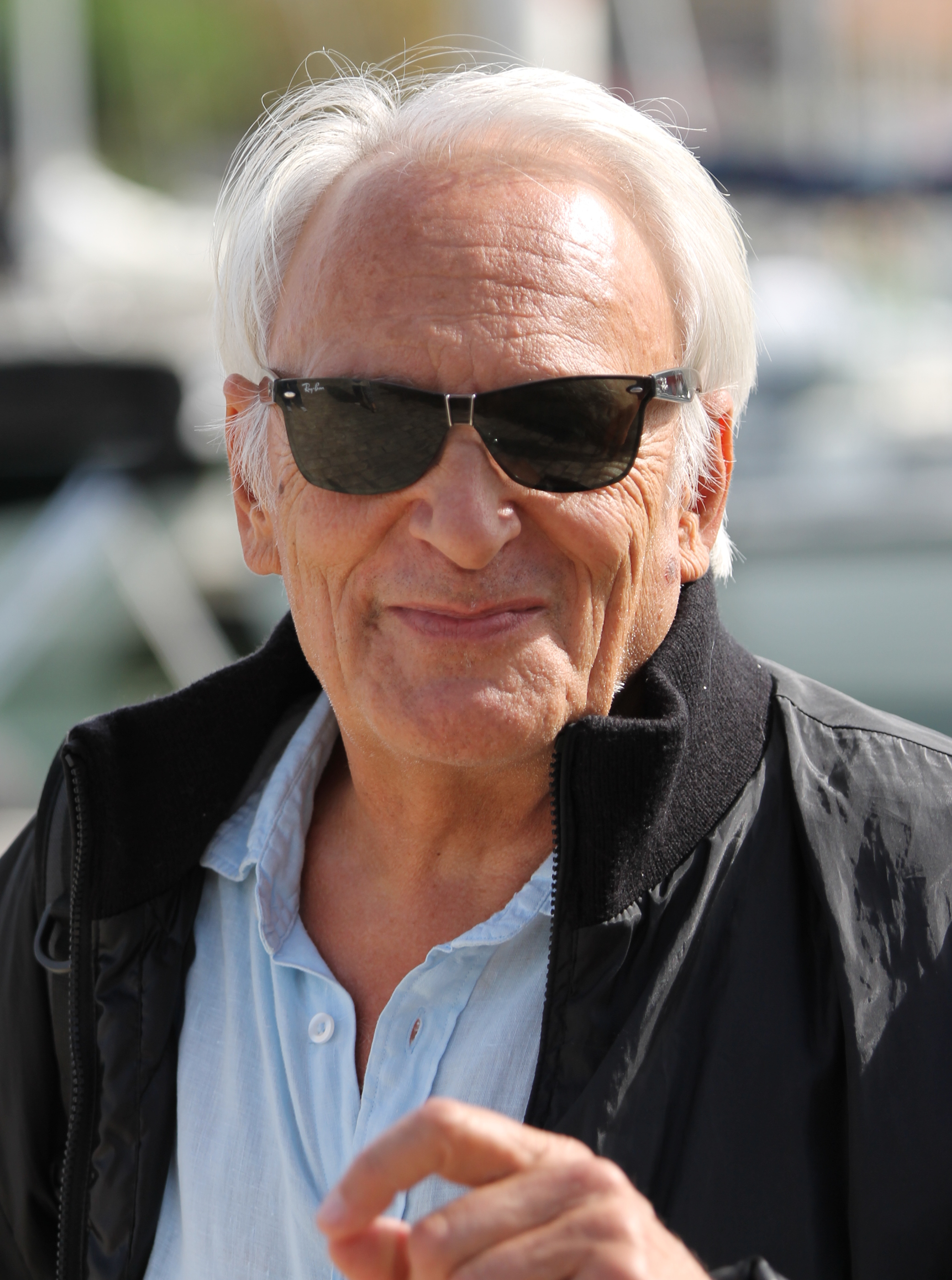
Didier Flamand (* 1947)

- Flamand, Firmin, belgischer Bogenschütze
- Flamand, Jean-François (1766–1838), französischer Brigadegeneral der Infanterie
- Flamank, Thomas († 1497), britischer Rechtsanwalt, führte mit Michael An Gof den Kornischen Aufstand (1497) gegen Steuern an
- Flamant, Alexander (1836–1897), deutscher Landschafts- und Bildnismaler
- Flamberg, Alexander (1880–1926), polnischer Schachspieler
- Flambouraris, Alekos, griechischer Politiker, Staatsminister für Regierungskoordination
- Flame, Dax (* 1992), US-amerikanischer Schauspieler und Youtuber
- Flame, Penny (* 1983), US-amerikanische Pornodarstellerin und Fotomodell
- Flamel, Nicolas (* 1330), französischer AlchemistNicolas Flamel (* 1330)

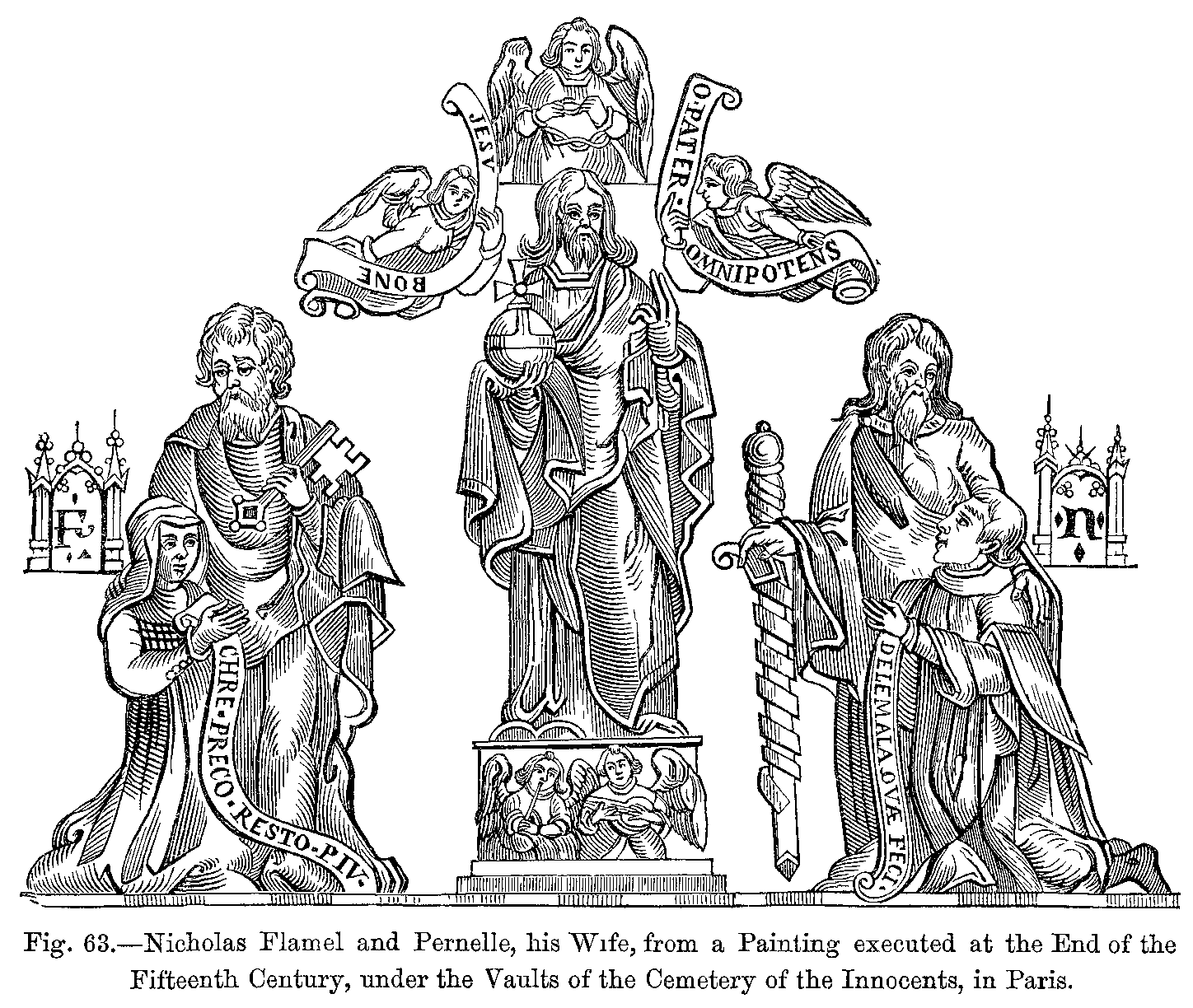
Nicolas Flamel (* 1330)

- Flamel, Pernelle († 1397), französische Alchemistin
- Flameng, François (1856–1923), französischer Maler
- Flameng, Léon (1877–1917), französischer Radrennfahrer
- Flament, Didier (* 1951), französischer Fechter
- Flament, Édouard (1880–1958), französischer Komponist
- Flament, Flavie (* 1974), französische Fernseh- und Radiomoderatorin
- Flament, Thibaud (* 1997), französischer Rugby-Union-Spieler
- Flamer-Caldera, Rosanna (* 1956), sri-lankische Co-General-Sekretärin der International Lesbian and Gay Association
- Flamersfelt, Johann van, Rentmeister des Grafen von Sayn
- Flämig, Clemens (* 1976), deutscher Dirigent
- Flämig, Dieter (* 1950), deutscher Umweltökonom, Hochschullehrer und Staatssekretär (CDU)
- Flämig, Gerhard (1919–2011), deutscher Politiker (SPD), MdB, MdEP
- Flämig, Heike (* 1965), deutsche Verkehrswissenschaftlerin
- Flämig, Martin (1913–1998), deutscher evangelischer Kreuzkantor in Dresden
- Flaming, Lars (* 2003), paraguayischer Speerwerfer
- Flamingo, Ryan (* 2002), niederländischer Fußballspieler
- Flamingus, Johannes, deutscher Kapellmeister und Komponist der Renaissance
- Flamini, Francesco (1868–1922), italienischer Romanist, Italianist und Komparatist
- Flamini, Giampaolo (* 1946), italienischer Radrennfahrer
- Flamini, Luigi (1779–1857), italienischer Franziskaner und Generalminister der Franziskaner-Observanten
- Flamini, Mathieu (* 1984), französischer FußballspielerMathieu Flamini (* 1984)

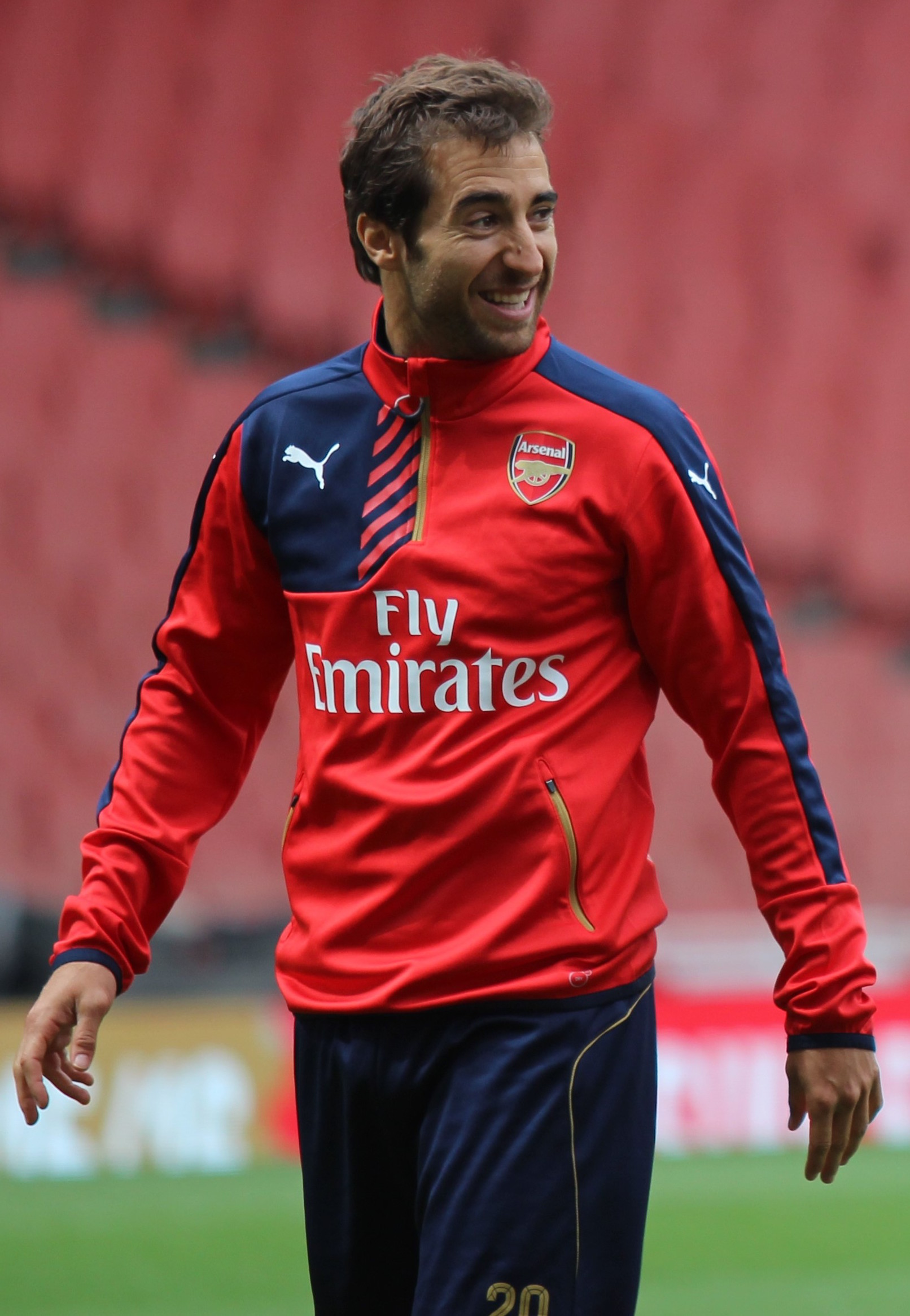
Mathieu Flamini (* 1984)

- Flamininus, Titus Quinctius († 174 v. Chr.), römischer Politiker und Feldherr
- Flaminio, Marcantonio (1498–1550), italienischer Humanist
- Flaminius, Emil (1807–1893), deutscher Architekt und preußischer Baubeamter
- Flaminius, Gaius, römischer Konsul 187 v. Chr.
- Flaminius, Gaius († 217 v. Chr.), römischer Staatsmann
- Flamion, Pierre (1924–2004), französischer Fußballspieler und -trainer
- Flamm, Albert (1823–1906), deutscher Maler
- Flamm, Carl (1870–1914), deutscher Porträtmaler der Düsseldorfer Schule
- Flamm, Charlotte (1820–1895), deutsche Stilllebenmalerin der Düsseldorfer Schule sowie Lehrerin für höhere Töchter
- Flamm, Christoph (* 1968), deutscher Musikwissenschaftler
- Flamm, Dawid (1793–1876), polnischer Gynäkologe
- Flamm, Dieter (1936–2002), österreichischer Physiker
- Flamm, Fanchette, österreichische Tischtennisspielerin
- Flamm, Hermann (1871–1915), deutscher Historiker und Archivar
- Flamm, Hilger (1925–2012), deutscher Ingenieur und Hochschullehrer
- Flamm, Ludwig (1885–1964), österreichischer Physiker
- Flamm, Oswald (1861–1935), deutscher Schiffbau- und Schiffsmaschinenbauingenieur
- Flammang, Tom (* 1978), luxemburgischer Radrennfahrer und Sportlicher Leiter
- Flammarion, Camille (1842–1925), französischer Astronom und Autor populärwissenschaftlicher SchriftenCamille Flammarion (1842–1925)

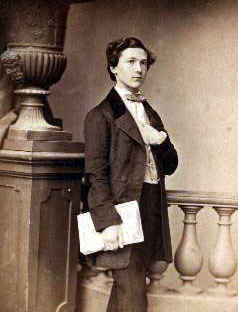
Camille Flammarion (1842–1925)

- Flamme, Ewald (1896–1962), deutscher Politiker (SPD), MdL, Landrat
- Flamme, Friedhelm (* 1963), deutscher Kirchenmusiker
- Flamme, Fritz (1873–1961), deutscher Landschafts- und Porträtmaler sowie Zeichner und Grafiker der Düsseldorfer Schule
- Flamme, Jean-Baptiste (1847–1920), belgischer Ingenieur
- Flamme, Kurt (* 1878), deutscher Finanzbeamter
- Flamme, Traute (1899–1968), deutsche Soubrette und Schauspielerin
- Flamme, Walter (1926–2012), deutscher Schauspieler
- Flammer, Alberto (1938–2023), Schweizer Fotograf
- Flammer, August (* 1938), Schweizer Psychologe
- Flammer, Caroline (* 1976), Schweizer Ökonomin
- Flammer, Dominik (* 1966), Schweizer Ökonom und Autor
- Flammer, Ernst Wilhelm (1872–1940), deutscher Seifenfabrikant und Stifter in Heilbronn
- Flammer, Helmuth (1911–1980), deutscher Chemiker
- Flammer, Johanna (* 1978), deutsche Künstlerin
- Flammer, Josef (* 1948), Schweizer Augenarzt und Direktor des Universitätsspitals Basel
- Flammer, Pascal (* 1973), Schweizer Architekt
- Flammer, Thomas (* 1975), deutscher römisch-katholischer Theologe
- Flammer, Wilhelm (1909–1977), schweizerischer katholischer Geistlicher und Esperantist
- Flammersfeld, Anne-Marie (* 1978), deutsche Ultra-Läuferin und Extremsportlerin
- Flammersfeld, Arnold (1913–2001), deutscher Physiker und Hochschullehrer
- Flämmich, Helmut (* 1932), deutscher Fußballspieler
- Flamsteed, John (1646–1719), englischer AstronomJohn Flamsteed (1646–1719)

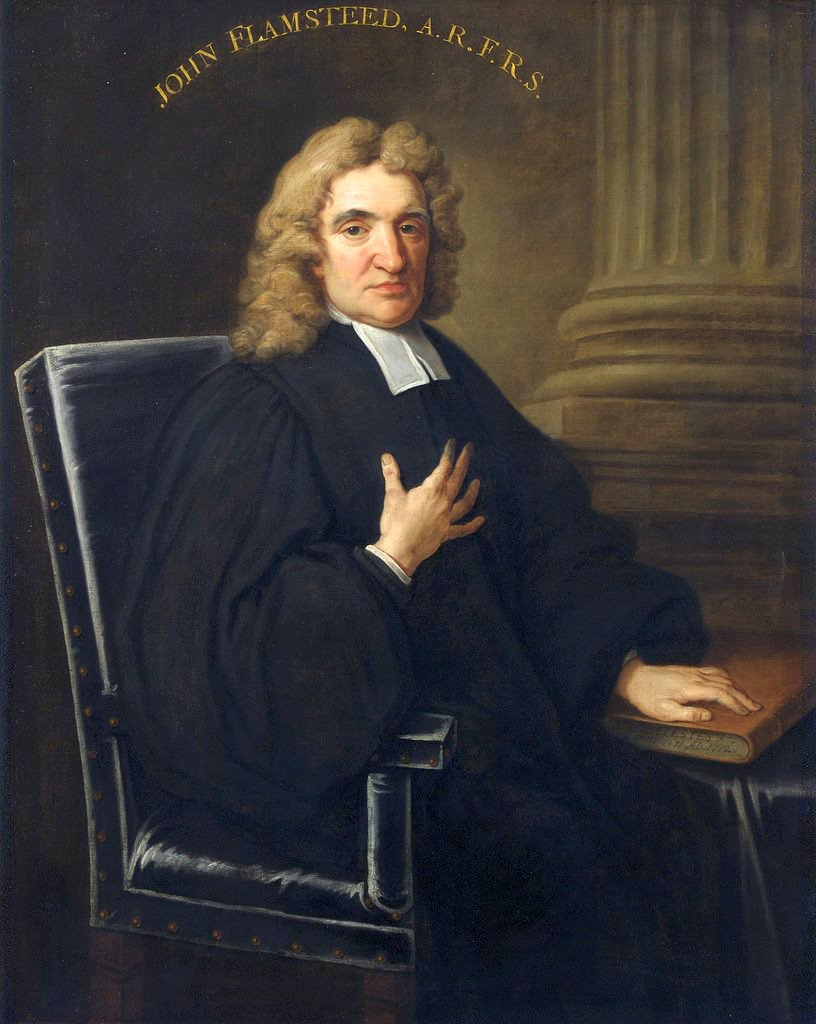
John Flamsteed (1646–1719)

### Flan
- Flan, Alexandre (1827–1870), französischer Dramatiker und Literat, sowie Vaudevillist und Chansonnier
- Flanagan, Amelia (* 2008), britische Schauspielerin
- Flanagan, Anthony (* 1972), britischer Schauspieler
- Flanagan, Barry (1941–2009), britischer Bildhauer
- Flanagan, Benjamin (* 1995), kanadischer Mittel- und Langstreckenläufer
- Flanagan, Bernard Joseph (1908–1998), US-amerikanischer Geistlicher, römisch-katholischer Bischof von Worcester
- Flanagan, Bob (1952–1996), US-amerikanischer Schriftsteller und Künstler
- Flanagan, Bud (1896–1968), britischer Entertainer
- Flanagan, Charlie (* 1956), irischer Politiker
- Flanagan, Crista (* 1976), US-amerikanische Schauspielerin
- Flanagan, David Webster (1832–1924), US-amerikanischer Politiker
- Flanagan, De Witt C. (1870–1946), US-amerikanischer Politiker
- Flanagan, Ed (1950–2017), US-amerikanischer Politiker, State Auditor von Vermont
- Flanagan, Edward (1886–1948), US-amerikanischer katholischer Geistlicher irischer Abstammung und Gründer von „Boys Town“
- Flanagan, Edward M. Jr. (1921–2019), US-amerikanischer Offizier, Generalleutnant der US-Army

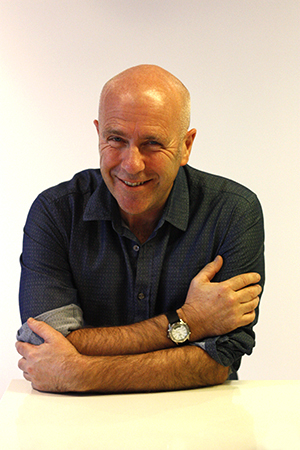
Richard Flanagan (* 1961)

- Flanagan, Eilish (* 1997), irische Hindernisläuferin
- Flanagan, Fionnula (* 1941), irische Film- und Theaterschauspielerin sowie FilmproduzentinFionnula Flanagan (* 1941)

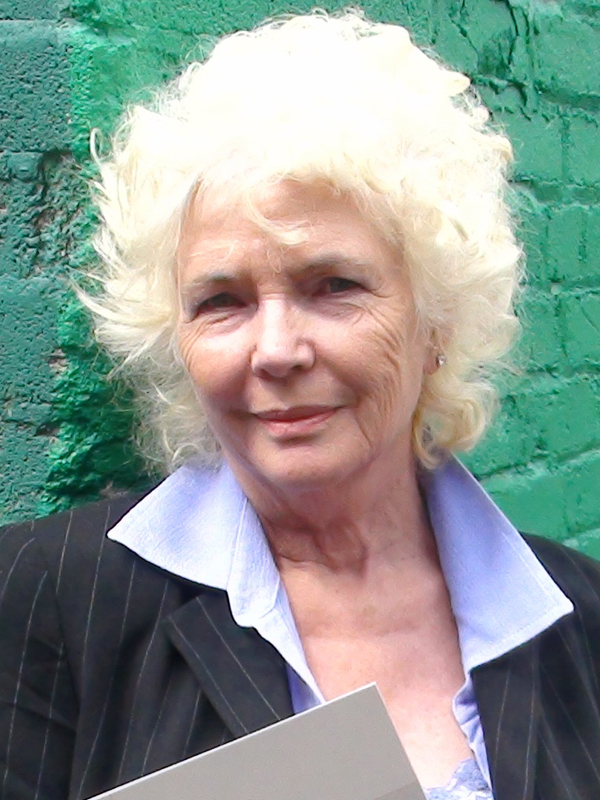
Fionnula Flanagan (* 1941)

- Flanagan, Guy, britischer Theater- und Film- und Fernsehschauspieler
- Flanagan, Hallie (1889–1969), US-amerikanische Theaterproduzentin, -regisseurin und Bühnenautorin
- Flanagan, Harley (* 1967), US-amerikanischer Musiker der New-York-Hardcoreszene
- Flanagan, Ian (* 1982), britischer Tennisspieler
- Flanagan, James (1884–1937), US-amerikanischer Ruderer
- Flanagan, James L. (1925–2015), US-amerikanischer Elektroingenieur
- Flanagan, James W. (1805–1887), US-amerikanischer Politiker
- Flanagan, Jeanne (* 1957), US-amerikanische Ruderin
- Flanagan, John (1873–1938), US-amerikanischer Leichtathlet und Tauzieher
- Flanagan, John (* 1944), australischer Jugendbuchautor
- Flanagan, John (* 1975), US-amerikanischer Schwimmer und Triathlet
- Flanagan, Jon (* 1993), englischer Fußballspieler
- Flanagan, Kali (* 1995), US-amerikanische Eishockeyspielerin
- Flanagan, Laurence (1933–2001), irischer Archäologe
- Flanagan, Lisa, australische Schauspielerin
- Flanagan, Luke (* 1972), irischer Politiker, MdEP
- Flanagan, Maile (* 1965), US-amerikanische Schauspielerin und Produzentin
- Flanagan, Markus (* 1964), US-amerikanischer Schauspieler
- Flanagan, Mary (* 1969), US-amerikanische Medienwissenschaftlerin
- Flanagan, Michael Patrick (* 1962), US-amerikanischer Politiker
- Flanagan, Mike (1926–2014), irischer Soldat
- Flanagan, Mike (* 1968), kanadisch-britischer Eishockeyspieler und -trainer
- Flanagan, Mike (* 1978), US-amerikanischer Filmeditor, Regisseur, Produzent und DrehbuchautorMike Flanagan (* 1978)

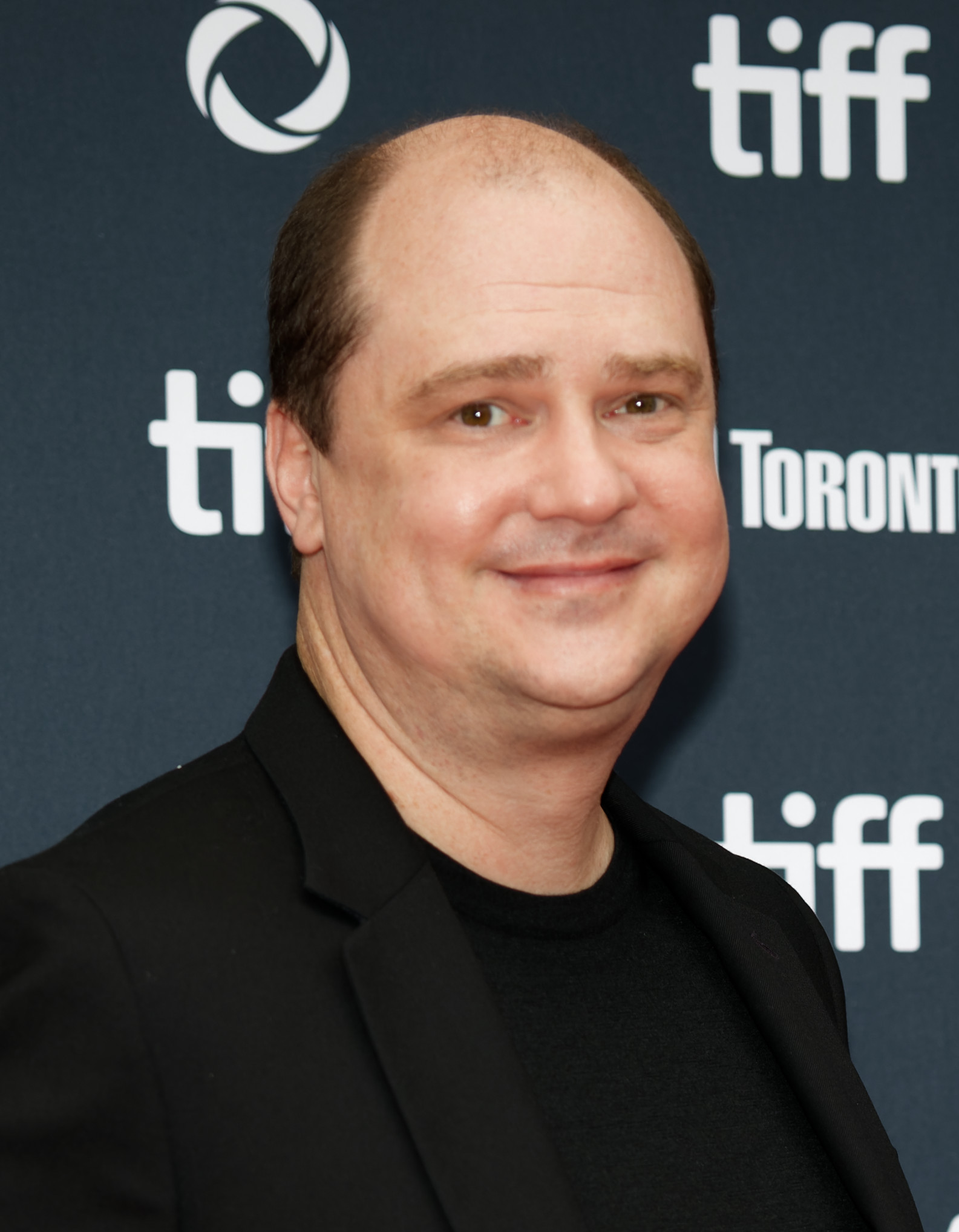
Mike Flanagan (* 1978)

- Flanagan, Oliver J. (1920–1987), irischer Politiker
- Flanagan, Owen (* 1949), US-amerikanischer Philosoph
- Flanagan, Patrick, US-amerikanischer Tauzieher
- Flanagan, Peggy (* 1979), US-amerikanische Politikerin
- Flanagan, Peter (1886–1952), australischer Rugby-Union-Spieler
- Flanagan, Peter (1941–2007), englischer Rugby-League-Spieler
- Flanagan, Peter Devaney (* 1959), US-amerikanischer Filmeditor
- Flanagan, Ralph (1914–1995), US-amerikanischer Pianist, Komponist, Arrangeur und Bandleader
- Flanagan, Ralph (1918–1988), US-amerikanischer Schwimmsportler
- Flanagan, Raymond (1903–1990), römisch-katholischer Geistlicher und Trappistenabt
- Flanagan, Richard (* 1961), australischer SchriftstellerRichard Flanagan (* 1961)
- Flanagan, Roisin (* 1997), irische Hindernisläuferin
- Flanagan, Seán (1922–1993), irischer Politiker (Fianna Fáil), MdEP
- Flanagan, Shalane (* 1981), US-amerikanische Langstreckenläuferin
- Flanagan, Terence (* 1975), irischer Politiker und Abgeordneter im Dáil Éireann
- Flanagan, Terry (* 1989), britischer Boxer, Weltmeister der WBO im Leichtgewicht
- Flanagan, Thomas (* 1944), US-amerikanischer Politikwissenschaftler
- Flanagan, Thomas Joseph (1930–2019), irisch-US-amerikanischer Geistlicher, römisch-katholischer Weihbischof in San Antonio
- Flanagan, Tommy (1930–2001), US-amerikanischer Jazzpianist
- Flanagan, Tommy (* 1965), schottischer SchauspielerTommy Flanagan (* 1965)

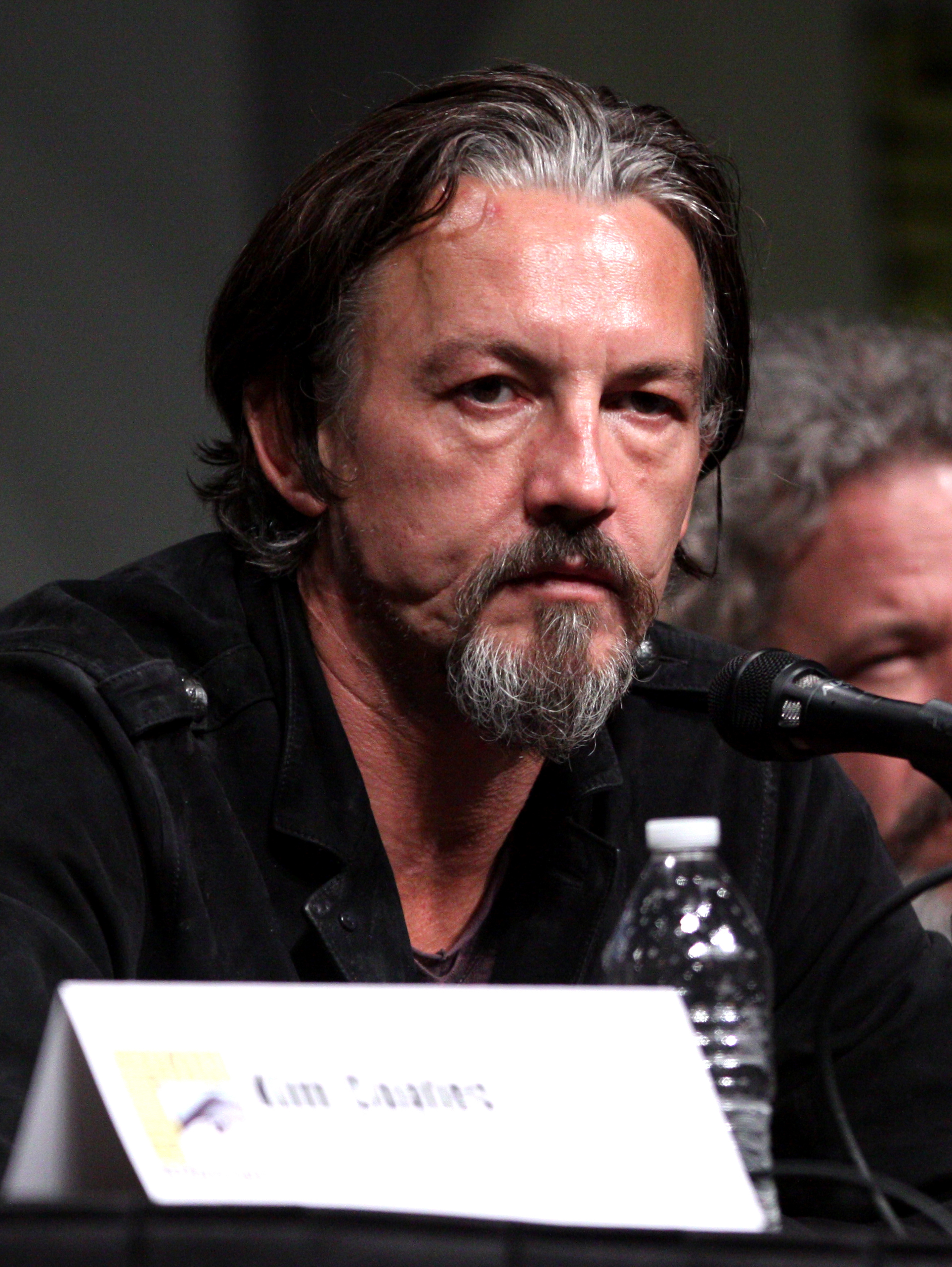
Tommy Flanagan (* 1965)

- Flanagin, Harris (1817–1874), US-amerikanischer Politiker, Gouverneur von Arkansas
- Flander, Márton (* 1985), ungarischer Duathlet und Triathlet
- Flander, Rok (* 1979), slowenischer Snowboarder
- Flandera, Dorothea (* 1952), deutsche Äbtissin
- Flanderky, Paul (1872–1937), deutscher Maler und wissenschaftlicher Illustrator
- Flanders Dunbar, Helen (1902–1959), US-amerikanische Psychiaterin, Ärztin und Hochschullehrerin
- Flanders, Allan (1910–1973), britischer Soziologe
- Flanders, Alvan (1825–1884), US-amerikanischer Politiker
- Flanders, Benjamin (1816–1896), US-amerikanischer Politiker
- Flanders, Chantel, US-amerikanische Schauspielerin
- Flanders, Ed (1934–1995), US-amerikanischer Schauspieler
- Flanders, Harley (1925–2013), US-amerikanischer Mathematiker
- Flanders, Holly (* 1957), US-amerikanische Skirennläuferin
- Flanders, Ralph (1880–1970), US-amerikanischer Maschinenbauingenieur, Unternehmer und republikanischer US-Senator aus dem Staat Vermont
- Flandin, Eugène (1809–1889), französischer Maler
- Flandin, Hervé (* 1965), französischer Biathlet
- Flandin, Pierre-Étienne (1889–1958), französischer Jurist und Politiker
- Flandrak, Fritz (1893–1945), österreichischer Rechtsanwalt, Fachautor und Dramatiker
- Flandrin, Hippolyte (1809–1864), französischer Maler
- Flandrin, Jules (1871–1947), französischer Genre-, Porträt- und Landschaftsmaler
- Flandrin, Paul Jean (1811–1902), französischer Landschaftsmaler
- Flanery, Sean Patrick (* 1965), US-amerikanischer SchauspielerSean Patrick Flanery (* 1965)

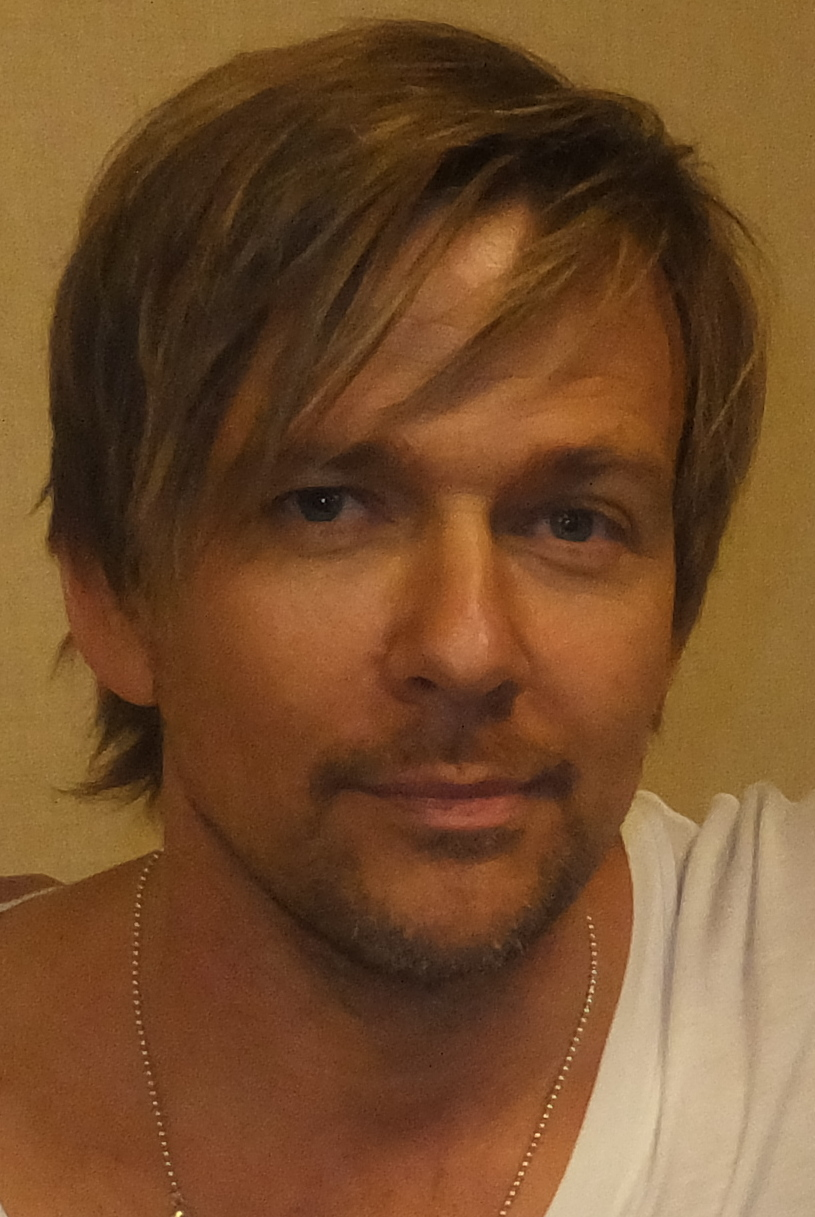
Sean Patrick Flanery (* 1965)

- Flangini Ximénez, Miguel Alberto (1824–1900), Interimspräsident Uruguays
- Flanigan, Bob (1926–2011), US-amerikanischer Jazzmusiker und Musikmanager
- Flanigan, Chavares (* 1996), US-amerikanischer Basketballspieler
- Flanigan, Clifford (1941–1993), US-amerikanischer Theaterwissenschaftler, Mediävist und Universitätsprofessor
- Flanigan, Isabella (* 2005), US-amerikanisch-philippinische Fußballspielerin
- Flanigan, Joe (* 1967), amerikanischer SchauspielerJoe Flanigan (* 1967)

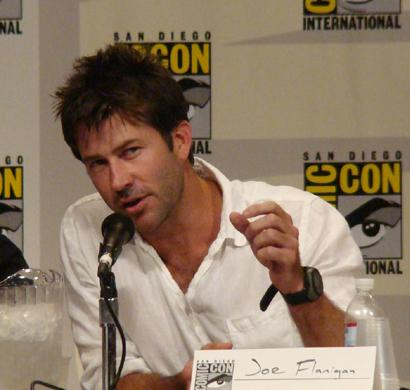
Joe Flanigan (* 1967)

- Flanigan, Lauren (* 1959), US-amerikanische Opernsängerin (Sopran)
- Flanigan, Phil (* 1956), US-amerikanischer Jazzmusiker
- Flanigan, Sidney (* 1998), US-amerikanische Musikerin und Filmschauspielerin
- Flanigan, Walter (1890–1962), US-amerikanischer American-Football-Spieler und Unternehmer
- Flanigen, Edith M. (* 1929), US-amerikanische Chemikerin und Erfinderin
- Flann Sinna († 916), König von Mide, Hochkönig von Irland
- Flannagan, Catherine (1829–1884), irische Mörderin
- Flannagan, John W. (1885–1955), US-amerikanischer Politiker
- Flannelly, Joseph Francis (1894–1973), US-amerikanischer römisch-katholischer Geistlicher, Weihbischof in New York
- Flanner, Janet (1892–1978), US-amerikanische Schriftstellerin, Journalistin und feministische Exzentrikerin
- Flanner, Karl (1920–2013), österreichischer Historiker
- Flannery, Brian P. (* 1948), US-amerikanischer Physiker
- Flannery, J. Harold (1898–1961), US-amerikanischer Politiker
- Flannery, Jerry (* 1978), irischer Rugbyspieler
- Flannery, Martin (1918–2006), britischer Politiker (Labour Party), Mitglied des House of Commons
- Flannery, Mick (* 1983), irischer Singer-Songwriter
- Flannery, Sarah (* 1982), irische Mathematikerin
- Flannery, Susan (* 1939), US-amerikanische Schauspielerin und RegisseurinSusan Flannery (* 1939)

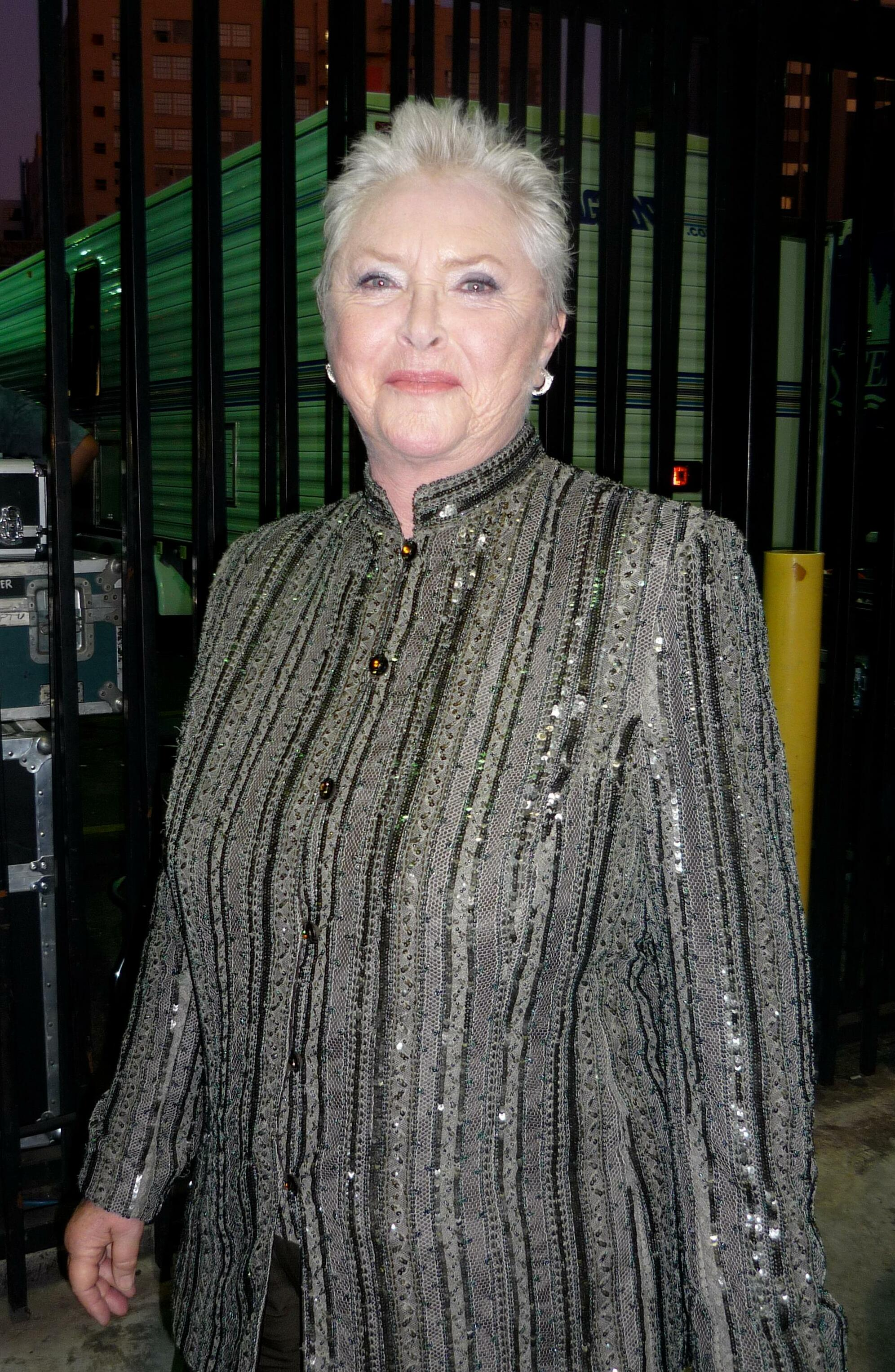
Susan Flannery (* 1939)

- Flannery, Tim (* 1956), australischer Biologe und Zoologe
- Flannery, William (1898–1959), US-amerikanischer Artdirector und Szenenbildner
- Flannigan, Maureen (* 1973), US-amerikanische Schauspielerin
- Flaño, Javier (* 1984), spanischer Fußballspieler
- Flaño, Miguel (* 1984), spanischer Fußballspieler
- Flansburgh, John (* 1960), US-amerikanischer Musiker
- Flanß, Adam Christoph von (1664–1748), preußischer Generalfeldmarschall, Gouverneur von Memel, Amtshauptmann von Fehrbellin und Alt Ruppin
- Flanß, Kurt Friedrich von (1708–1763), preußischer Generalmajor und Chef des Dragoner-Regiment Nr. 3
- Flanß, Reinhold von (1839–1909), evangelischer Geistlicher, Familienforscher (insbesondere adlige Familien Westpreußens), Regionalhistoriker Westpreußens

### Flao
- Flaochad († 642), fränkischer Hausmeier

### Flap
- Flapan, Simha (1911–1987), israelischer Historiker und Politiker

### Flaq
- Flaquer, Eduardo (1894–1951), spanischer Tennisspieler

### Flar
- Flarida, Shawn, US-amerikanischer Westernreiter

### Flas
- Flašar, Milena Michiko (* 1980), österreichisch-japanische Schriftstellerin
- Flasarová, Věra (* 1952), tschechische Politikerin, MdEP
- Flasbarth, Jochen (* 1962), deutscher Volkswirt, beamteter StaatssekretärJochen Flasbarth (* 1962)

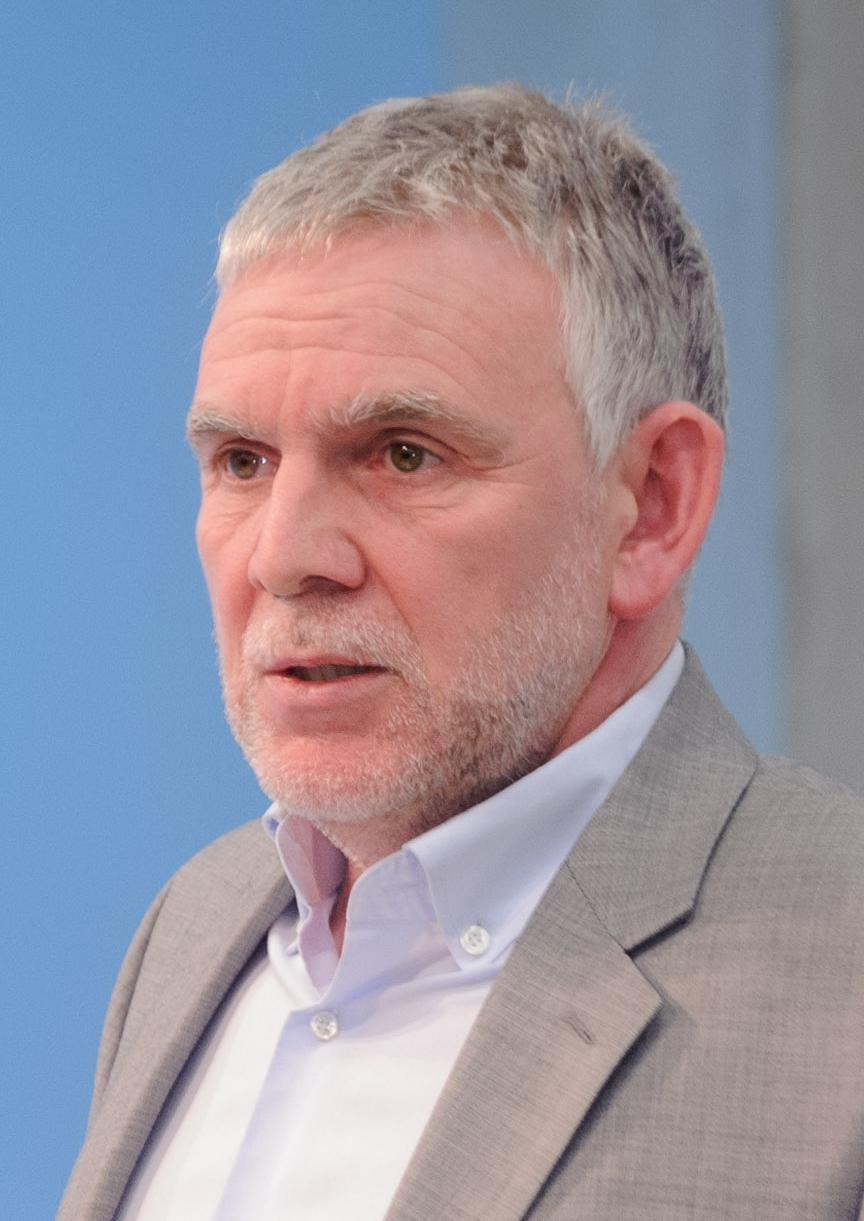
Jochen Flasbarth (* 1962)

- Flasch, Adam (1844–1902), deutscher Klassischer Archäologe
- Flasch, Kilian Kaspar (1831–1891), Bischof von La Crosse, Wisconsin, USA
- Flasch, Kurt (* 1930), deutscher Philosoph
- Flaschberger, Bernhard (* 1960), österreichischer Skirennläufer
- Flaschberger, Bernhard (* 1996), österreichischer Skilangläufer und Nordischer Kombinierer
- Flaschberger, Christian (* 1983), österreichischer Skirennläufer
- Flaschberger, Hannes (* 1952), österreichischer Schauspieler
- Flasche, Daniela (* 1979), deutsche Juristin und Richterin
- Flasche, Hans (1911–1994), deutscher Romanist, Hispanist, Lusitanist und Hochschullehrer
- Flaschel, Peter (1943–2021), deutscher Wirtschaftswissenschaftler
- Flaschenträger, Bonifaz (1894–1957), deutscher Biochemiker und Hochschullehrer
- Flaschenträger, Wilhelm (1866–1930), bayerischer Bürgermeister
- Flaschka, Dominik (* 1971), Schweizer Schauspieler, Regisseur, Autor und Theaterleiter
- Flaschka, Hermann (1945–2021), österreichisch-US-amerikanischer theoretischer Physiker und Mathematiker
- Flasdieck, Hermann M. (1900–1962), deutscher Anglist und Hochschullehrer
- Flashar, Bruno (1887–1961), deutscher Landschafts-, Genre- und Stilllebenmaler
- Flashar, Hellmut (1929–2022), deutscher Klassischer Philologe
- Flashar, Martin (* 1959), deutscher Klassischer Archäologe
- Flashar, Max (1855–1915), deutscher Maler, Zeichner und Karikaturist
- Flashrider (* 1974), polnischer DJ und Musikproduzent
- Flask, Jade (* 1996), maltesische Fußballspielerin
- Flaška von Pardubitz, Smil (1349–1403), Höchster Schreiber der Landtafel; Hauptmann des Kreises Čáslav; Führer der Herrenunion gegen König Wenzel IV., Schriftsteller
- Flaskamp, Christoph (1880–1950), deutscher Dichter und Sachbuchautor
- Flaskamp, Franz (1890–1985), deutscher Historiker, Archivar und Autor
- Flaskämper, Paul (1886–1979), deutscher Statistiker
- Flassbeck, Heiner (* 1950), deutscher WirtschaftswissenschaftlerHeiner Flassbeck (* 1950)

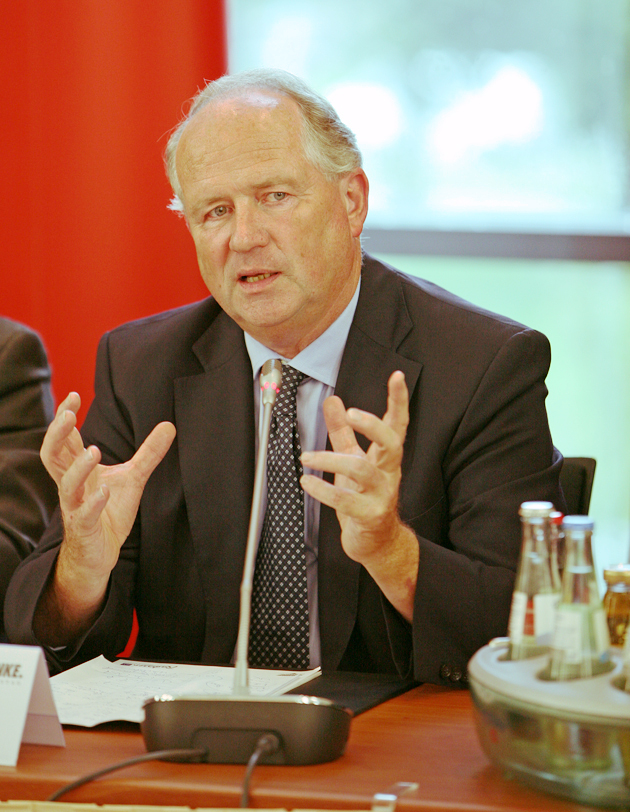
Heiner Flassbeck (* 1950)

- Flassig, Torsten (* 1987), deutscher Schauspieler
- Flaßpöhler, Svenja (* 1975), deutsche Philosophin und AutorinSvenja Flaßpöhler (* 1975)

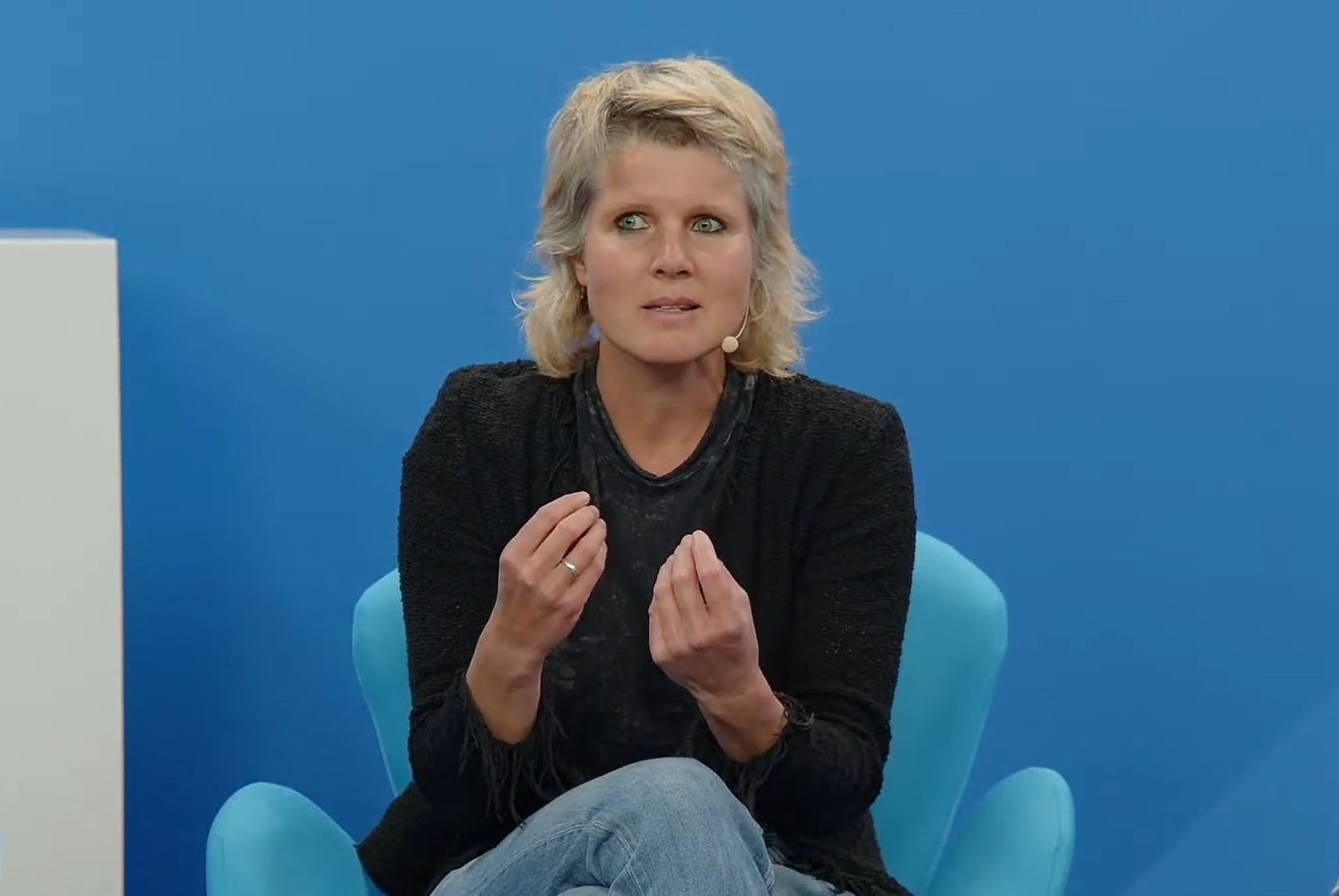
Svenja Flaßpöhler (* 1975)

### Flat
- Flat Iron, kanadischer Lacrossespieler
- Flatau, Edgar (1892–1977), deutsch-britischer Schauspieler, Filmproduzent, Synchronautor und Dialogregisseur
- Flatau, Edward (1868–1932), polnischer Neurologe
- Flatau, Erich (1879–1946), deutscher Kommunalpolitiker und Gewerkschafter
- Flatau, Jens (* 1972), deutscher Sportwissenschaftler
- Flatau, Joachim (1907–2000), deutscher Journalist, LDPD-Funktionär, MdV
- Flatau, Walter Siegfried (1865–1926), deutscher Gynäkologe
- Flataukan, Vidar (* 1975), norwegischer Filmeditor
- Flaten, Ingebrigt Håker (* 1971), norwegischer Jazzbassist
- Flath, Carl Eduard (1806–1894), deutscher Jurist, Kommunalpolitiker und Autor
- Flath, Fritz (1917–2005), deutscher Politiker (FDP), MdL
- Flath, Otto (1906–1987), deutscher Holzbildhauer und Maler
- Flath, Steffen (* 1957), deutscher Politiker (CDU), MdL, Staatsminister in Sachsen
- Flath, Walter (* 1885), deutscher Komponist und Verleger
- Flathe, Heinrich Theodor (1827–1900), deutscher Historiker
- Flathe, Philipp Jakob (1735–1810), deutscher Romanist, Italianist, Grammatiker und Lexikograf
- Flather, Shreela, Baroness Flather (1934–2024), britische Politikerin
- Flatischler, Reinhard (* 1950), österreichischer Musiker, Komponist und Begründer der TaKeTiNa-Rhythmuspädagogik
- Flatla, Kasper Moen (* 1999), norwegischer Nordischer Kombinierer
- Flatla, Mille Moen (* 2001), norwegische Nordische Kombiniererin
- Flatland, Ann Kristin (* 1982), norwegische Biathletin
- Flatley, James H. III (* 1934), US-amerikanischer Marineoffizier
- Flatley, Michael (* 1958), US-amerikanischer Tänzer mit irischen WurzelnMichael Flatley (* 1958)

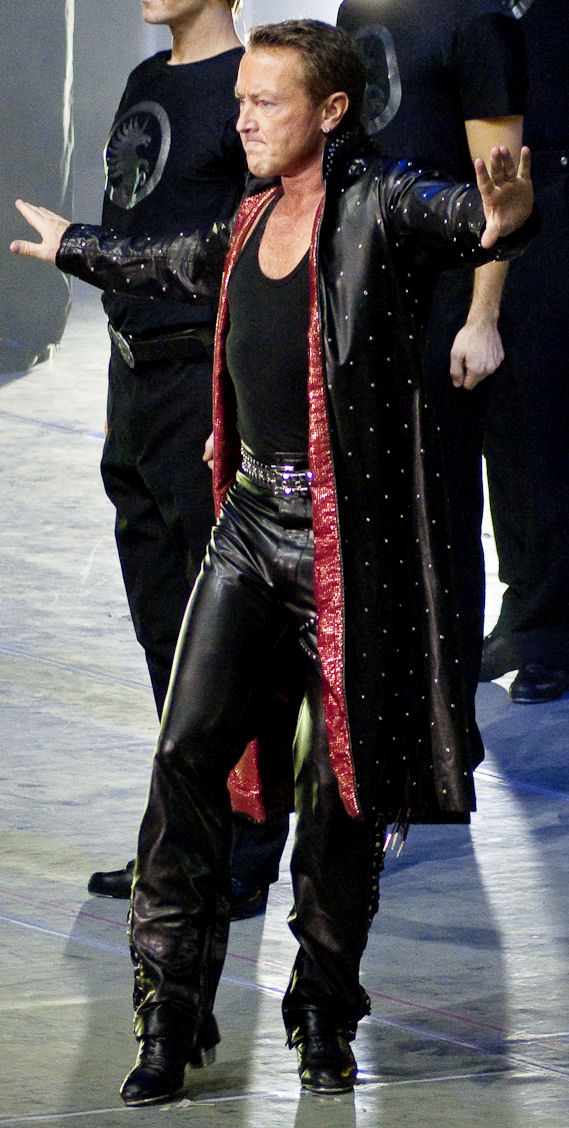
Michael Flatley (* 1958)

- Flatley, Pat (* 1963), kanadischer Eishockeyspieler
- Flatman, Ada (1876–1952), britische Frauenrechtlerin
- Flatman, Barry (* 1950), kanadischer Schauspieler
- Flåtnes, Henrik (* 2001), norwegischer Leichtathlet
- Flato, Fritz (1895–1949), Notar und Anwalt
- Flato, Moshé (1937–1998), französischer Mathematiker
- Flatow, Alfred (1869–1942), deutscher Turner und OlympiasiegerAlfred Flatow (1869–1942)

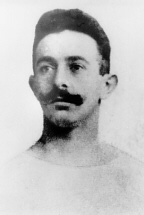
Alfred Flatow (1869–1942)

- Flatow, Curth (1920–2011), deutscher Bühnen- und Drehbuchautor
- Flatow, Ernst (1887–1942), deutscher evangelischer Theologe, Pfarrer und Gegner des Nationalsozialismus
- Flatow, Friedrich von (1820–1892), preußischer General der Infanterie
- Flatow, Georg (1889–1944), deutscher Jurist
- Flatow, Gustav Felix (1875–1945), deutscher Turner und Olympiasieger
- Flatow, Hans von (1852–1924), preußischer General der Infanterie und Direktor der Kriegsakademie
- Flatow, Ira (* 1949), US-amerikanischer Journalist und Hörfunkmoderator
- Flatscher, Albin, österreichischer Musikinstrumentenbauer
- Flatscher, Martin (* 1961), italienischer Politiker (Südtirol)
- Flatt, Carl Christian von (1772–1843), deutscher evangelischer Theologe und Philosoph
- Flatt, Johann Friedrich (1759–1821), deutscher evangelischer Theologe und Philosoph
- Flatt, Lester (1914–1979), US-amerikanischer Country-Sänger und Gitarrist
- Flatt, Rachael (* 1992), US-amerikanische Eiskunstläuferin
- Flatten, Heinrich (1907–1987), deutscher Kirchenrechtler
- Flatten, Marvin (* 1989), deutscher Politiker (CDU), MdL
- Flatter, Richard (1891–1960), österreichischer Übersetzer, Lyriker und Publizist
- Flatter, Ron, deutscher DJ und Musikproduzent
- Flatterich, Hans (1882–1964), deutscher Journalist und Politiker (SPD, SSW)
- Flatters, Jamie (* 2000), britischer Schauspieler und Filmemacher
- Flatters, Paul (1839–1881), Afrikaforscher
- Flatters, Richard (1822–1876), deutscher Porträt- und Genremaler
- Flattich, Albert (1899–1970), deutscher Landwirt und Politiker (FDP/DVP), MdL
- Flattich, Johann Friedrich (1713–1797), evangelischer Pfarrer und Erzieher
- Flattich, Wilhelm von (1826–1900), deutsch-österreichischer Architekt
- Flattinger, Alfred (* 1952), österreichischer Grafik-Designer
- Flattinger, Hubert (* 1960), österreichischer Autor
- Flatts, Mark (* 1972), englischer Fußballspieler
- Flatum, Lotta (* 2002), norwegische Leichtathletin
- Flatz, Anton (* 1930), österreichischer Politiker (ÖVP), Landtagsabgeordneter zum Vorarlberger Landtag
- Flatz, Emil (1889–1989), österreichischer Maschinenbauingenieur und Industriemanager
- Flatz, Fabian (* 1992), österreichischer Fußballspieler
- Flatz, Frank (* 1963), österreichischer Fußballspieler und Trainer
- Flatz, Gebhard (1800–1881), österreichischer Maler der nazarenischen Kunst
- Flatz, Guido (* 1969), österreichischer Politiker (ÖVP), Abgeordneter zum Vorarlberger Landtag
- Flatz, Vinzenz (* 1994), liechtensteinischer Fussballspieler
- Flatz, Wolfgang (* 1952), österreichischer Aktionskünstler, Bühnenbildner, Musiker und Komponist

### Flau
- Flau, Hans-Joachim, deutscher Basketballspieler
- Flaubert, Gustave (1821–1880), französischer SchriftstellerGustave Flaubert (1821–1880)

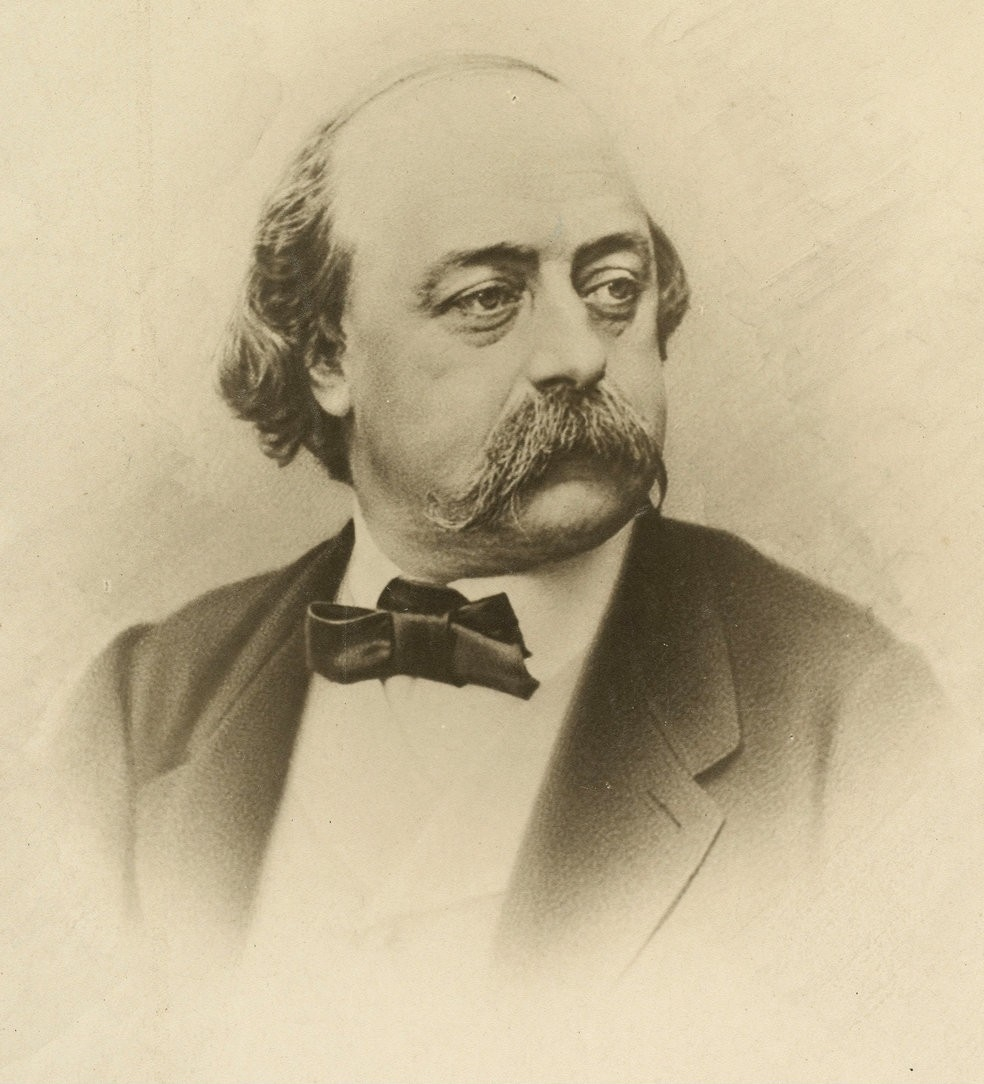
Gustave Flaubert (1821–1880)

- Flaud, Eugène (1881–1950), französischer Autorennfahrer
- Flauder, Stephan (* 1986), deutscher Fußballtorwart
- Flauger, Günter (* 1936), deutscher nordischer Kombinierer
- Flauger, Kreszentia (* 1966), deutsche Politikerin (Die Linke), MdL
- Flauger, Raphael, deutscher theoretischer Physiker und Kosmologe
- Flaugergues, Honoré (* 1755), französischer Astronom
- Flaum, Marshall (1925–2010), US-amerikanischer Dokumentarfilmer
- Flautre, Hélène (* 1958), französische Politikerin, MdEP

### Flav
- Flavacourt, Guillaume IV. de († 1359), französischer Prälat, Erzbischof von Auch und Rouen
- Flavell, Renee (* 1982), neuseeländische Badmintonspielerin
- Flavell, Richard (* 1945), britischer Molekularbiologe
- Flavell, Te Ururoa (* 1955), neuseeländischer Lehrer und Politiker der Māori Party
- Flavelle, Jackie (1938–2017), britischer Jazz- und Bluesmusiker
- Flavia Domitilla, Flavierin, Heilige
- Flavia Serena († 408), Nichte des römischen Kaisers Theodosius I.
- Flavianus von Konstantinopel († 449), Erzbischof von Konstantinopel
- Flavien, Marc (* 1989), französischer Straßenradrennfahrer
- Flavier, Juan (1935–2014), philippinischer Politiker
- Flavigny, Elisabeth de (1772–1847), deutsche Bankierstochter und Mutter von Marie d’Agoult
- Flavin, Dan (1933–1996), US-amerikanischer Künstler
- Flavin, Glennon Patrick (1916–1995), US-amerikanischer Geistlicher, Bischof von Lincoln
- Flavin, James (1906–1976), US-amerikanischer Schauspieler
- Flavin, Jennifer (* 1968), US-amerikanisches Model und Unternehmerin
- Flavin, Martin (1883–1967), US-amerikanischer Dramatiker und Schriftsteller
- Flávio, Antônio (* 1987), brasilianischer Fußballspieler
- Flávio, Lúcio (* 1964), brasilianischer Kommunalpolitiker
- Flavius Ablabius († 338), römischer Beamter
- Flavius Albinus, spätantiker weströmischer Politiker und Konsul (444)
- Flavius Albinus iunior, spätantiker römischer Politiker
- Flavius Amatianus, Quintus, römischer Offizier (Kaiserzeit)
- Flavius Ammausius, römischer Offizier (Kaiserzeit)
- Flavius Antiochus, römischer Offizier (Kaiserzeit)
- Flavius Aper, Marcus, römischer Konsul 130
- Flavius Apion I., spätrömischer Militär und Beamter
- Flavius Apion II., spätrömischer Militär und Beamter
- Flavius Apion III., spätrömischer Magnat und Patricius
- Flavius Astyrius, weströmischer Heermeister (magister militum)
- Flavius Avienus iunior, römischer Politiker
- Flavius Betto, Centurio (Legio XX Valeria Victrix)
- Flavius Boethus, Titus, römischer Suffektkonsul (161)
- Flavius Caesar, Titus (73–82), Sohn des römischen Kaisers Domitian
- Flavius Castinus, römischer Konsul 424 und Heermeister
- Flavius Cerialis, Angehöriger des römischen Ritterstandes
- Flavius Claudianus, Titus, Konsul 179
- Flavius Clemens, Titus († 95), römischer Konsul 95
- Flavius Constans, Titus, römischer Präfekt
- Flavius Decius, römischer Konsul 529 und Patricius
- Flavius Dionysius, spätantiker oströmischer Milität und Politiker und Konsul (429)
- Flavius Eustathius, spätantiker oströmischer Politiker und Konsul (421)
- Flavius Felix, Titus, römischer Offizier (Kaiserzeit)
- Flavius Fimbria, Gaius († 85 v. Chr.), römischer Feldherr
- Flavius Fimbria, Gaius, römischer Politiker, Konsul 104 v. Chr.
- Flavius Fimbria, Lucius, römischer Suffektkonsul 71
- Flavius Flaccus, Titus, römischer Offizier (Kaiserzeit)
- Flavius Flavianus, Statthalter 153
- Flavius Florentius, spätantiker oströmischer Politiker und Konsul (429)
- Flavius Gallicanus, römischer Konsul, nach der Legende christlicher Märtyrer
- Flavius Gaudentius, weströmischer Offizier und Heermeister (magister militum)
- Flavius Impetratus, Marcus, römischer Offizier (Kaiserzeit)
- Flavius Italicus, Statthalter 131/135
- Flavius Italicus, Titus, römischer Offizier (Kaiserzeit)
- Flavius Iulianus, römischer Offizier (Kaiserzeit)
- Flavius Iulianus, Titus, römischer Offizier (Kaiserzeit)
- Flavius Iulianus, Titus, römischer Suffektkonsul (140)
- Flavius Iulius, Titus, Centurio (Legio I Italica)
- Flavius Josephus, jüdischer Feldherr und Geschichtsschreiber
- Flavius Laco, Titus, römischer Offizier (Kaiserzeit)
- Flavius Longinus, Titus, römischer Suffektkonsul
- Flavius Macer, römischer Offizier (Kaiserzeit)
- Flavius Magnus, Titus, römischer Centurio
- Flavius Martinus, Centurio
- Flavius Maximianus (Eques), römischer Offizier (Kaiserzeit)
- Flavius Maximianus (Tribun), römischer Offizier (Kaiserzeit)
- Flavius Maximus († 552), römischer Patricius und Konsul 523
- Flavius Miles, Marcus, römischer Offizier (Kaiserzeit)
- Flavius Modestus, Titus, römischer Offizier (Kaiserzeit)
- Flavius Moschianus, spätantiker Politiker und Konsul (512)
- Flavius Nonianus, römischer Offizier (Kaiserzeit)
- Flavius Norbanus, Titus, römischer Politiker und Militär
- Flavius Noricus, römischer Centurio
- Flavius Olbrius, römischer Patricius und Konsul 526
- Flavius Optatus († 337), spätantiker römischer Rhetoriker, Konsul (334)
- Flavius Patricius, spätantiker Heermeister und Konsul (500)
- Flavius Philostratos, griechischer Sophist
- Flavius Piso, Titus, römischer Ritter (Kaiserzeit)
- Flavius Pomponianus, Titus, römischer Centurio (Kaiserzeit)
- Flavius Postumus, Marcus, römischer Senator
- Flavius Quietus, Sextus, römischer Offizier (Kaiserzeit)
- Flavius Rufus, Titus, römischer Centurio
- Flavius Sabinus, Titus, römischer Konsul
- Flavius Sabinus, Titus, Steuerpächter
- Flavius Sabinus, Titus († 69), römischer Senator
- Flavius Sabinus, Titus, römischer Suffektkonsul 69 und Militär
- Flavius Saecularis, Lucius, römischer Offizier (Kaiserzeit)
- Flavius Sallustius Paelignianus, Titus, römischer Konsul 231
- Flavius Secundinus, spätantiker oströmischer Politiker und Konsul (511)
- Flavius Secundus, Titus, römischer Offizier (Kaiserzeit)
- Flavius Severinus, römischer Offizier (Kaiserzeit)
- Flavius Silva Nonius Bassus, Lucius, römischer Senator und Feldherr
- Flavius Sporacius, spätantiker Offizier und Konsul (452)
- Flavius Stephanus († 96), römischer Prokurator
- Flavius Tellurius Gaetulicus, Lucius, römischer Offizier (Kaiserzeit)
- Flavius Tertullus, Quintus, römischer Konsul 133
- Flavius Theodorus Georgius Procopius, Statthalter von Palaestina Secunda
- Flavius Theodorus Philoxenus Soterichus Philoxenus, spätantiker oströmischer Politiker und Konsul (525)
- Flavius Titianus, Titus, römischer Offizier (Kaiserzeit)
- Flavius Ulfus, Titus, römischer Soldat
- Flavius Vegetius Renatus, römischer Kriegstheoretiker
- Flavius Vetulenus, Centurio (Legio III Italica)
- Flavius Vibianus, römischer Offizier (Kaiserzeit)
- Flavius Victorinus, Titus, römischer Centurio
- Flavius Vincentius, spätantiker weströmischer Politiker und Konsul (401)
- Flavius Virilis, Titus, römischer Centurio
- Flavius Vitellius Seleucus, Marcus, Konsul 221
- Flavius Vithannus, Titus, römischer Soldat
- Flavius Volusianus, spätantiker Politiker und Konsul (503)
- Flavius Zeno, römischer Heermeister
- Flavius, Lucius, römischer Volkstribun
- Flavonius Paulinus, Publius, römischer Senator
- Flavor Flav (* 1959), US-amerikanischer Rapper der Hip-Hop-Gruppe Public EnemyFlavor Flav (* 1959)

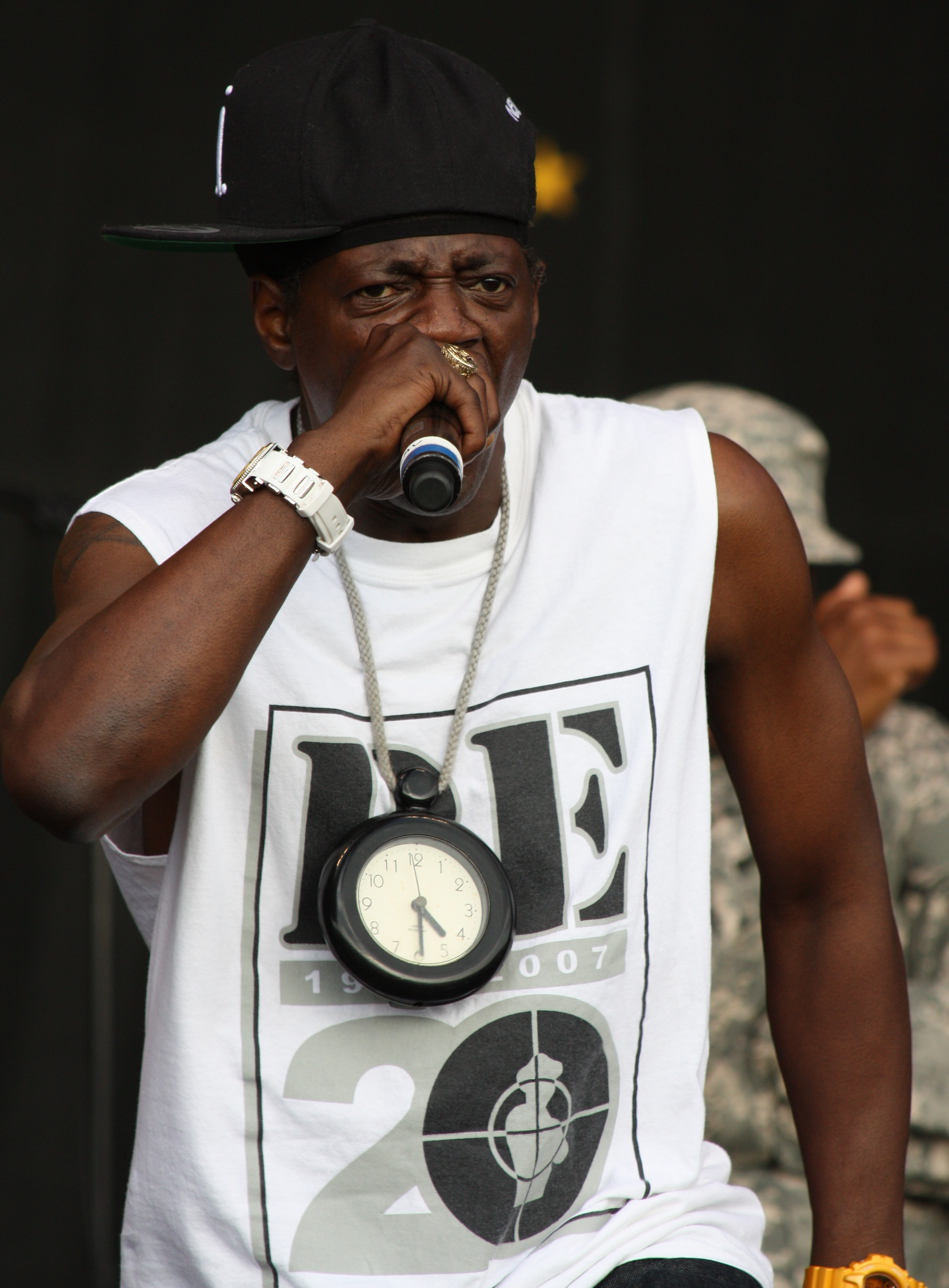
Flavor Flav (* 1959)

- Flavus, cheruskischer Soldat in römischen Diensten, Bruder des Arminius

### Flaw
- Flawizki, Konstantin Dmitrijewitsch (1830–1866), russischer Maler

### Flax
- Fläxl, Therese (1920–2012), deutsche Kinounternehmerin
- Flaxland, Gustav (1841–1895), württembergischer Oberamtmann
- Flaxman, John (1755–1826), britischer Bildhauer
- Flaxton, Terry (* 1953), britischer Videokünstler und Filmschaffender

### Flay
- Flay, Jennifer (* 1959), Kunsthistorikerin
- Flayder, Friedrich Hermann († 1644), deutscher Dichterhumanist und Dramatiker
- Flayfel, Mohammed (1899–1986), libanesischer Komponist und Musiker